# Liste de supercentenaires français
Cet article dresse la liste des supercentenaires français, c'est-à-dire de personnes ayant atteint ou dépassé l'âge de 110 ans.
Aux XIXe et XXe siècles, cette liste était théorique et sujette à caution en raison des difficultés habituellement posées par la conservation des archives et la confiance qui lui était accordée,.
En France au XXIe siècle, cette liste repose sur les données des actes de naissance de l'état civil, seuls actes reconnus officiellement et tous disponibles depuis 1900. La copie d'un acte de naissance de n'importe quelle personne née en France peut être demandée par n'importe qui si l'acte a plus de 75 ans, et sans filiation quel que soit l'âge de l'acte.

## Supercentenaires vivants
Les supercentenaires français suivants sont présumés être toujours en vie (les décès sont mis à jour au moins une fois par mois notamment d'après la liste des décès publiée mensuellement par l'Insee),:  
|    | Nom                          | Nom de naissance | Âge actuel         | Date de naissance | Sexe  |
| -- | ---------------------------- | ---------------- | ------------------ | ----------------- | ----- |
| 1  | Marie-Rose Tessier,          | Bousseau         | 115 ans, 91 jours  | 21 mai 1910       | Femme |
| 2  | Andrée Bertoletto,           | Bellayer         | 114 ans, 231 jours | 1er janvier 1911  | Femme |
| 3  | Madeleine Della Monica       | Fortin           | 113 ans, 28 jours  | 23 juillet 1912   | Femme |
| 4  | Georgette Huard              | Soudais          | 112 ans, 269 jours | 24 novembre 1912  | Femme |
| 5  | Yvonne Arend,                | Francier         | 112 ans, 173 jours | 28 février 1913   | Femme |
| 6  | Marcelle "Solange" Demorgny  | Pressac          | 112 ans, 163 jours | 10 mars 1913      | Femme |
| 7  | Marie-Louise Bresson         | Herbulot         | 112 ans, 158 jours | 15 mars 1913      | Femme |
| 8  | Denise Leroy                 | Puiroux          | 112 ans, 48 jours  | 3 juillet 1913    | Femme |
| 9  | Camille Faget                | Duprat           | 112 ans, 33 jours  | 18 juillet 1913   | Femme |
| 10 | Marie-Dominique Zadick       | idem             | 112 ans, 6 jours   | 14 août 1913      | Femme |
| 11 | Samuèle Goustille            | Thibaud          | 111 ans, 312 jours | 12 octobre 1913   | Femme |
| 12 | Jeannette Laham              | Espouy           | 111 ans, 200 jours | 1er février 1914  | Femme |
| 13 | Gisèle Riboust               | Catherine        | 111 ans, 190 jours | 11 février 1914   | Femme |
| 14 | Marie-Louise Pellet          | Vernay           | 111 ans, 166 jours | 7 mars 1914       | Femme |
| 15 | Irène Laroche                | Arnoux           | 111 ans, 150 jours | 23 mars 1914      | Femme |
| 16 | Andrée Bellot                | Hébert           | 111 ans, 109 jours | 3 mai 1914        | Femme |
| 17 | Maurice Le Coutour           | idem             | 111 ans, 100 jours | 12 mai 1914       | Homme |
| 18 | Hélène Malfuson              | Atger            | 111 ans, 52 jours  | 29 juin 1914      | Femme |
| 19 | Marguerite Lecourt           | Chopin           | 111 ans, 35 jours  | 16 juillet 1914   | Femme |
| 20 | Anonyme                      | ?                | 111 ans, 25 jours  | 26 juillet 1914   | Femme |
| 21 | Étiennette Bourouiba         | Bernard          | 110 ans, 340 jours | 14 septembre 1914 | Femme |
| 22 | Marie-Louise Jaouen          | Le Foll          | 110 ans, 337 jours | 17 septembre 1914 | Femme |
| 22 | Ginette Saint-Louis-Augustin | idem             | 110 ans, 337 jours | 17 septembre 1914 | Femme |
| 24 | Lucienne Tranchant           | idem             | 110 ans, 314 jours | 10 octobre 1914   | Femme |
| 25 | Denise Barreau               | Péraudeau        | 110 ans, 304 jours | 20 octobre 1914   | Femme |
| 26 | Anne-Marie Perron            | Bidault          | 110 ans, 256 jours | 7 décembre 1914   | Femme |
| 27 | Marcelle Goulley             | Duchat           | 110 ans, 255 jours | 8 décembre 1914   | Femme |
| 28 | Léonise Sinzélé              | Nijean           | 110 ans, 158 jours | 15 mars 1915      | Femme |
| 29 | Christiane Lugardon          | Dussans          | 110 ans, 141 jours | 1er avril 1915    | Femme |
| 30 | Suzanne Rivière              | Micheau          | 110 ans, 118 jours | 24 avril 1915     | Femme |
| 31 | Emma Grivalliers             | Chevalier        | 110 ans, 42 jours  | 9 juillet 1915    | Femme |
| 32 | Madeleine Dumas              | Robier           | 110 ans, 40 jours  | 11 juillet 1915   | Femme |

Un groupe d'experts bénévoles français examine le cas de chacun des supercentenaires français vivants et valide son exactitude par l'obtention de trois documents : un document officiel de naissance, un document officiel de milieu de vie et une preuve de vie. L'état d'avancement de ce travail de validation est régulièrement publié. La liste présentée ci-dessus comprend des cas complètement validés de cette manière ainsi que d'autres en cours de validation.

## Supercentenaires dans l'histoire

Le graphique ci-dessus représente l'évolution du nombre de supercentenaires vivants en France depuis 1967 (en vert), l'âge moyen des supercentenaires en vie (en jaune) et l'évolution de l'âge du cinquième plus vieux supercentenaire (en bleu).
La courbe verte du nombre de supercentenaires devrait engager une décroissance à partir de mai 2025 (ligne verticale brune), correspondant à la mobilisation d'une grande partie des hommes en âge de se battre pour les engager dans la première guerre mondiale (août 1914). Cette mobilisation a induit une forte baisse de natalité en France. Dans les faits, ce n'est pas une décroissance qui est observée mais une absence de la montée, habituellement observée les années précédentes pendant la période printemps / été. On remarque que l'âge moyen (courbe jaune) se déplace vers les hautes valeurs à partir du printemps 2025, par suite de la faible cohorte de nouveaux supercentenaires.  
Il y a une déviation notable vers les hautes valeurs de l'âge moyen pendant la période où Jeanne Calment était une supercentenaire en vie (1985-1997), avec notamment un pic au-delà de 116 ans d'âge moyen en février 1996. 

### Résidant en France
| Rang               | Nom                                               | Sexe | Date de naissance  | Date de décès      | Âge au décès/actuel        | Département/pays de naissance                 | Département de décès ou de résidence |
| ------------------ | ------------------------------------------------- | ---- | ------------------ | ------------------ | -------------------------- | --------------------------------------------- | ------------------------------------ |
| Médaille d'or      | Jeanne Calment                                    | F    | 21 février 1875    | 4 août 1997        | 122 ans, 164 jours         | Bouches-du-Rhône                              | Bouches-du-Rhône                     |
| Médaille d'argent  | Lucile Randon (Sœur André)                        | F    | 11 février 1904    | 17 janvier 2023    | 118 ans, 340 jours         | Gard                                          | Var                                  |
| Médaille de bronze | Jeanne Bot                                        | F    | 14 janvier 1905    | 22 mai 2021        | 116 ans, 128 jours         | Pyrénées-Orientales                           | Pyrénées-Orientales                  |
| 4                  | Marie-Rose Tessier, née Bousseau,                 | F    | 21 mai 1910        | Vivante            | 115 ans, 91 jours          | Vendée                                        | Vendée                               |
| 5                  | Valentine Ligny, née Bonel                        | F    | 22 octobre 1906    | 4 janvier 2022     | 115 ans, 74 jours          | Pas-de-Calais                                 | Somme                                |
| 6                  | Marie Brémont, née Mésange                        | F    | 25 avril 1886      | 6 juin 2001        | 115 ans, 42 jours          | Maine-et-Loire                                | Maine-et-Loire                       |
| 7                  | Eudoxie Baboul                                    | F    | 1er octobre 1901   | 1er juillet 2016   | 114 ans, 274 jours         | Guyane                                        | Guyane                               |
| 8                  | Eugénie Blanchard (Sœur Cyria Costa)              | F    | 16 février 1896    | 4 novembre 2010    | 114 ans, 261 jours         | Guadeloupe (actuel Saint-Barthélemy)          | Saint-Barthélemy                     |
| 9                  | Andrée Bertoletto, née Bellayer                   | F    | 1er janvier 1911   | Vivante            | 114 ans, 231 jours         | Mayenne                                       | Mayenne                              |
| 10                 | Noémie Hudebine, épouse Vellard                   | F    | 18 mars 1875       | 17 septembre 1989  | 114 ans, 183 jours         | Loiret                                        | Loiret                               |
| 11                 | Gabrielle dite "Valentine" des Robert             | F    | 4 juin 1904        | 3 décembre 2018    | 114 ans, 182 jours         | Meuse                                         | Loire-Atlantique                     |
| 12                 | Camille Loiseau,                                  | F    | 13 février 1892    | 12 août 2006       | 114 ans, 180 jours         | Seine                                         | Val-de-Marne                         |
| 13                 | Anne Angèle Primout, née Angela Anna Dupont,      | F    | 5 octobre 1890     | 26 mars 2005       | 114 ans, 172 jours         | Département d’Alger (actuelle Algérie)        | Pyrénées-Orientales                  |
| 14                 | Honorine Rondello, née Cadoret                    | F    | 28 juillet 1903    | 19 octobre 2017    | 114 ans, 83 jours          | Côtes-du-Nord                                 | Var                                  |
| 15                 | Marie-Louise Taterode,                            | F    | 17 juillet 1906    | 3 septembre 2020   | 114 ans, 48 jours          | Corrèze                                       | Puy-de-Dôme                          |
| 16                 | Marie Brudieux, épouse Liguinen                   | F    | 26 mars 1901       | 2 avril 2015       | 114 ans, 7 jours           | Corrèze                                       | Essonne                              |
| 17                 | Marie-Thérèse Bardet, née Jegat                   | F    | 2 juin 1898        | 8 juin 2012        | 114 ans, 6 jours           | Morbihan                                      | Loire-Atlantique                     |
| 18                 | Olympe Amaury, née Vignel,                        | F    | 19 juin 1901       | 12 mai 2015        | 113 ans, 327 jours         | Nièvre                                        | Loiret                               |
| 19                 | Luce Euphrasie Maced,                             | F    | 2 mai 1886         | 25 février 2000    | 113 ans, 299 jours         | Guadeloupe                                    | Martinique                           |
| 20                 | Marcelle Narbonne                                 | F    | 25 mars 1898       | 1er janvier 2012   | 113 ans, 282 jours         | Département d’Alger (actuelle Algérie)        | Pyrénées-Orientales                  |
| 21                 | Clémentine Solignac,                              | F    | 7 septembre 1894   | 25 mai 2008        | 113 ans, 261 jours         | Haute-Loire                                   | Haute-Loire                          |
| 22                 | Huguette Masson, née Bouteloup                    | F    | 27 juin 1904       | 5 mars 2018        | 113 ans, 251 jours         | Sarthe                                        | Sarthe                               |
| 23                 | Marie-Isabelle Diaz, née Maria Isabel Rodriguez   | F    | 22 février 1898    | 29 octobre 2011    | 113 ans, 249 jours         | Département d’Oran (actuelle Algérie)         | La Réunion                           |
| 24                 | Émilienne Bécarmin, née Vousmoi                   | F    | 4 juin 1911        | 15 janvier 2025    | 113 ans, 225 jours         | Guadeloupe                                    | Guadeloupe                           |
| 25                 | Elise Tavan                                       | F    | 16 avril 1909      | 7 novembre 2022    | 113 ans, 205 jours         | Drôme                                         | Drôme                                |
| 26                 | Juana dite "Jeanne" Lara, née Marcos Pujalte      | F    | 1er avril 1906     | 16 octobre 2019    | 113 ans, 198 jours         | Espagne                                       | Pyrénées-Orientales                  |
| 27                 | Germaine Haye, née Germain,                       | F    | 10 octobre 1888    | 18 avril 2002      | 113 ans, 190 jours         | Orne                                          | Orne                                 |
| 28                 | Marie Florentine Jousseaume, née Lamotte,         | F    | 17 juin 1907       | 20 décembre 2020   | 113 ans, 186 jours         | Vendée                                        | Vendée                               |
| 29                 | Marie-Simone Capony,                              | F    | 14 mars 1894       | 15 septembre 2007  | 113 ans, 185 jours         | Loire                                         | Alpes-Maritimes                      |
| 30                 | Marie-Louise Berthelot, née Desmas                | F    | 29 juillet 1907    | 16 janvier 2021    | 113 ans, 171 jours         | Maine-et-Loire                                | Mayenne                              |
| 31                 | Mathilde Aussant, née Gaudet                      | F    | 27 février 1898    | 23 juillet 2011    | 113 ans, 146 jours         | Loire-Inférieure                              | Loir-et-Cher                         |
| 32                 | Aline Blaïn, née Bongard                          | F    | 10 août 1911       | 27 décembre 2024   | 113 ans, 139 jours         | Drôme                                         | Vaucluse                             |
| 33                 | Madeleine Chat,                                   | F    | 10 août 1907       | 14 décembre 2020   | 113 ans, 126 jours         | Yonne                                         | Yonne                                |
| 34                 | Julie Montabord                                   | F    | 17 avril 1906      | 18 juillet 2019    | 113 ans, 92 jours          | Martinique                                    | Martinique                           |
| 35                 | Carmen Fernandez, née Moreno Conesa               | F    | 2 mars 1911        | 31 mai 2024        | 113 ans, 90 jours          | Espagne                                       | Bouches-du-Rhône                     |
| 36                 | Marie Julia Sinédia-Cazour, née Cazour            | F    | 12 juillet 1892    | 6 octobre 2005     | 113 ans, 86 jours          | La Réunion                                    | La Réunion                           |
| 37                 | Élisabeth Collot, née Benoist                     | F    | 21 juin 1903       | 4 septembre 2016   | 113 ans, 75 jours          | Haute-Marne                                   | Isère                                |
| 38                 | Juliette Bildé, née Caussan,                      | F    | 30 septembre 1909  | 13 décembre 2022   | 113 ans, 74 jours          | Gironde                                       | Deux-Sèvres                          |
| 39                 | Marthe dite "Esther" Roch, née Roussas            | F    | 19 août 1907       | 21 septembre 2020  | 113 ans, 33 jours          | Guadeloupe                                    | Guadeloupe                           |
| 40                 | Madeleine Della Monica, née Fortin                | F    | 23 juillet 1912    | Vivante            | 113 ans, 28 jours          | Seine                                         | Yvelines                             |
| 41                 | Iréna Martial, née Méri,                          | F    | 28 juin 1909       | 29 juin 2022       | 113 ans, 1 jour            | Guadeloupe                                    | Guadeloupe                           |
| 42                 | Mathilde Lartigue, née Jeanjean                   | F    | 24 mars 1905       | 24 mars 2018       | 113 ans, 0 jour            | Hérault                                       | Hérault                              |
| 43                 | Pauline Chabanny, née Gauthier                    | F    | 20 août 1881       | 13 août 1994       | 112 ans, 358 jours         | Loiret                                        | Puy-de-Dôme                          |
| 44                 | Thérèse Ladigue, née Terrier                      | F    | 15 février 1903    | 5 février 2016     | 112 ans, 355 jours         | Rhône                                         | Grand Lyon                           |
| 45                 | Jeanne Dumaine, née Lagleize                      | F    | 19 mars 1886       | 3 janvier 1999     | 112 ans, 290 jours         | Seine                                         | Essonne                              |
| 46                 | Jérômine Guiltat, née Rocco                       | F    | 26 juin 1911       | 7 avril 2024       | 112 ans, 286 jours         | Corse                                         | Paris                                |
| 47                 | Marie Mornet, née Robin                           | F    | 4 avril 1894       | 5 janvier 2007     | 112 ans, 276 jours         | Vienne                                        | Vienne                               |
| 48                 | Georgette Huard, née Soudais                      | F    | 24 novembre 1912   | Vivante            | 112 ans, 269 jours         | Seine-Inférieure                              | Orne                                 |
| 49                 | Marie-Louise André, née Jouglard                  | F    | 16 octobre 1912    | 9 juillet 2025     | 112 ans, 266 jours         | Hautes-Alpes                                  | Hautes-Alpes                         |
| 50                 | Henriette Bœuf, née Chambrette                    | F    | 4 novembre 1903    | 23 juillet 2016    | 112 ans, 262 jours         | Marne                                         | Marne                                |
| 51                 | Joséphine Choque, née Lucas                       | F    | 6 juin 1878        | 14 février 1991    | 112 ans, 253 jours         | Côtes-du-Nord                                 | Somme                                |
| 52                 | Lucie Péré-Pucheu, née Dondats                    | F    | 13 août 1893       | 6 avril 2006       | 112 ans, 236 jours         | Basses-Pyrénées                               | Pyrénées-Atlantiques                 |
| 53                 | Marie-Thérèse Poulain, née Dumas                  | F    | 25 novembre 1911   | 16 juillet 2024    | 112 ans, 234 jours         | Aisne                                         | Haute-Savoie                         |
| 54                 | Gabrielle Ormand, née Thébault                    | F    | 24 février 1909    | 8 octobre 2021     | 112 ans, 226 jours         | Sarthe                                        | Essonne                              |
| 55                 | Mélanie Leblais, née Jans                         | F    | 4 septembre 1903   | 3 avril 2016       | 112 ans, 212 jours         | Loire-Inférieure                              | Sarthe                               |
| 56                 | Irénise Moulonguet, née Lermain                   | F    | 6 novembre 1900    | 28 mai 2013        | 112 ans, 203 jours         | Martinique                                    | Martinique                           |
| 57                 | Georges Thomas,                                   | H    | 19 novembre 1911   | 1er juin 2024      | 112 ans, 195 jours         | Vienne                                        | Charente-Maritime                    |
| 58                 | Jeanne Chabbert, née Durand                       | F    | 1er août 1909      | 10 février 2022    | 112 ans, 193 jours         | Tarn                                          | Tarn                                 |
| 59                 | Ilse Weiszfeld, née Russ                          | F    | 16 octobre 1904    | 22 avril 2017      | 112 ans, 188 jours         | Autriche-Hongrie (actuelle Autriche)          | Paris                                |
| 60                 | Marie-Louise Lhuillier                            | F    | 26 juin 1895       | 28 décembre 2007   | 112 ans, 185 jours         | Nouvelle-Calédonie                            | Nouvelle-Calédonie                   |
| 61                 | Suzanne Décélis                                   | F    | 13 juillet 1909    | 6 janvier 2022     | 112 ans, 177 jours         | Département d’Alger (actuelle Algérie)        | Paris                                |
| 62                 | Yvonne Arend, née Francier                        | F    | 28 février 1913    | Vivante            | 112 ans, 173 jours         | Belgique                                      | Corse-du-Sud                         |
| 63                 | Andrée Guyon, née Gerbault                        | F    | 6 juin 1911        | 25 novembre 2023   | 112 ans, 172 jours         | Indre-et-Loire                                | Eure-et-Loir                         |
| 64                 | Marguerite Petit, née Poinsot                     | F    | 3 juillet 1883     | 21 décembre 1995   | 112 ans, 171 jours         | Allemagne (actuelle Moselle)                  | Moselle                              |
| 64                 | Jules Théobald                                    | H    | 17 avril 1909      | 5 octobre 2021     | 112 ans, 171 jours         | Martinique                                    | Martinique                           |
| 66                 | Anna Roux                                         | F    | 13 juillet 1895    | 25 décembre 2007   | 112 ans, 165 jours         | Haute-Vienne                                  | Corrèze                              |
| 67                 | Marcelle dite "Solange" Demorgny, née Pressac     | F    | 10 mars 1913       | Vivante            | 112 ans, 163 jours         | Charente                                      | Charente                             |
| 68                 | Marie-Louise Bresson, née Herbulot                | F    | 15 mars 1913       | Vivante            | 112 ans, 158 jours         | Département d’Oran (actuelle Algérie)         | Aude                                 |
| 69                 | Marcel Meys                                       | H    | 12 juillet 1909    | 15 décembre 2021   | 112 ans, 156 jours         | Isère                                         | Rhône                                |
| 70                 | Marguerite Larmignat, née Mesnard,                | F    | 9 février 1911     | 11 juillet 2023    | 112 ans, 152 jours         | Indre                                         | Puy-de-Dôme                          |
| 71                 | Eugénie Roux, née Clegnac,                        | F    | 24 janvier 1874    | 20 juin 1986       | 112 ans, 147 jours         | Jura                                          | Rhône                                |
| 72                 | Yvonne Bory                                       | F    | 14 mars 1891       | 7 août 2003        | 112 ans, 146 jours         | Gironde                                       | Eure-et-Loir                         |
| 73                 | Marie-Louise Delefortrie                          | F    | 18 mai 1908        | 29 septembre 2020  | 112 ans, 134 jours         | Nord                                          | Nord                                 |
| 74                 | Jeanne Colas, née Charlier                        | F    | 9 juin 1886        | 15 octobre 1998    | 112 ans, 128 jours         | Ardennes                                      | Côte-d'Or                            |
| 75                 | Suzanne Burrier, née Moreau                       | F    | 14 mars 1901       | 14 juillet 2013    | 112 ans, 122 jours         | Allier                                        | Allier                               |
| 75                 | Marie-Antoinette Radix                            | F    | 7 décembre 1904    | 8 avril 2017       | 112 ans, 122 jours         | Rhône                                         | Rhône                                |
| 77                 | Agnès Fagoo, née Coudeville                       | F    | 19 décembre 1894   | 12 avril 2007      | 112 ans, 114 jours         | Nord                                          | Nord                                 |
| 78                 | Constance Cariou, née Jouin                       | F    | 8 mai 1895         | 29 août 2007       | 112 ans, 113 jours         | Loire-Inférieure                              | Alpes-Maritimes                      |
| 79                 | Mathilde Dupray, née Roger                        | F    | 31 octobre 1903    | 18 février 2016    | 112 ans, 110 jours         | Seine-Inférieure                              | Côtes-d'Armor                        |
| 80                 | Henriette Roques, née Sales                       | F    | 8 septembre 1905   | 20 décembre 2017   | 112 ans, 103 jours         | Hérault                                       | Hérault                              |
| 81                 | Marguerite Bailly, née Debail                     | F    | 6 mars 1907        | 12 juin 2019       | 112 ans, 98 jours          | Aisne                                         | Vosges                               |
| 82                 | Estelle Zimmermann, née Baudet                    | F    | 18 septembre 1912  | 19 décembre 2024   | 112 ans, 92 jours          | Mayenne                                       | Gard                                 |
| 83                 | Célestine Colombeau, née Voisine                  | F    | 17 février 1884    | 9 mai 1996         | 112 ans, 82 jours          | Maine-et-Loire                                | Maine-et-Loire                       |
| 84                 | Marie-Louise Jeancard,                            | F    | 5 septembre 1876   | 25 novembre 1988   | 112 ans, 81 jours          | Alpes-Maritimes                               | Alpes-Maritimes                      |
| 85                 | Élisabeth Frenoy, née Popelin                     | F    | 7 février 1907     | 20 avril 2019      | 112 ans, 72 jours          | Marne                                         | Marne                                |
| 86                 | Augustine Tessier (Sœur Julia),                   | F    | 2 janvier 1869     | 8 mars 1981        | 112 ans, 65 jours          | Hérault                                       | Gard                                 |
| 86                 | Anne Marie Masse (Sœur Anne Marie)                | F    | 21 juillet 1909    | 24 septembre 2021  | 112 ans, 65 jours          | Nord                                          | Loiret                               |
| 88                 | Paule Bronzini, née Laissac                       | F    | 7 juillet 1900     | 29 août 2012       | 112 ans, 53 jours          | Bouches-du-Rhône                              | Vaucluse                             |
| 89                 | Denise Leroy, née Puiroux                         | F    | 3 juillet 1913     | Vivante            | 112 ans, 48 jours          | Loire-Inférieure                              | Loire-Atlantique                     |
| 90                 | Mathilde Octavie Tafna Albina,                    | F    | 16 mars 1895       | 1er mai 2007       | 112 ans, 46 jours          | Guadeloupe                                    | Guadeloupe                           |
| 91                 | Augusta Oteiza, née Duprat                        | F    | 3 mai 1912         | 10 juin 2024       | 112 ans, 38 jours          | Landes                                        | Pyrénées-Atlantiques                 |
| 92                 | Eugénie Dauzat, née Licheron                      | F    | 6 décembre 1900    | 12 janvier 2013    | 112 ans, 37 jours          | Puy-de-Dôme                                   | Puy-de-Dôme                          |
| 93                 | Camille Faget, née Duprat                         | F    | 18 juillet 1913    | Vivante            | 112 ans, 33 jours          | Landes                                        | Landes                               |
| 94                 | Madeleine Desert                                  | F    | 15 mai 1907        | 15 juin 2019       | 112 ans, 31 jours          | Seine                                         | Paris                                |
| 94                 | Jeanne Delétang                                   | F    | 27 octobre 1909    | 27 novembre 2021   | 112 ans, 31 jours          | Vienne                                        | Vienne                               |
| 96                 | Olympe Pidancet, née Jacotot                      | F    | 24 janvier 1897    | 19 février 2009    | 112 ans, 26 jours          | Yonne                                         | Rhône                                |
| 97                 | Marcelle Corlet, née Celica                       | F    | 4 février 1893     | 17 février 2005    | 112 ans, 13 jours          | Martinique                                    | Martinique                           |
| 98                 | Fanny Bruel                                       | F    | 18 mars 1893       | 29 mars 2005       | 112 ans, 11 jours          | Cantal                                        | Paris                                |
| 99                 | Fernande Charpentier (Sœur Fernande)              | F    | 7 novembre 1895    | 17 novembre 2007   | 112 ans, 10 jours          | Seine                                         | Paris                                |
| 100                | Blanche Marie Nelly Grosdidier, née Léonard       | F    | 3 octobre 1889     | 10 octobre 2001    | 112 ans, 7 jours           | Meuse                                         | Oise                                 |
| 100                | Isabelle Boizeau, née Billaud                     | F    | 18 novembre 1905   | 25 novembre 2017   | 112 ans, 7 jours           | Yonne                                         | Loiret                               |
| 100                | Jeanne Léa Bonnot, née Paquis                     | F    | 18 octobre 1907    | 25 octobre 2019    | 112 ans, 7 jours           | Doubs                                         | Doubs                                |
| 100                | Brigida Budet, née Salès y Exposito,              | F    | 3 octobre 1909     | 10 octobre 2021    | 112 ans, 7 jours           | Espagne                                       | Gard                                 |
| 104                | Marie-Dominique Zadick                            | F    | 14 août 1913       | Vivante            | 112 ans, 6 jours           | Martinique                                    | Martinique                           |
| 105                | Marie-Hélène Chanteperdrix, née Paccou            | F    | 5 mars 1886        | 9 mars 1998        | 112 ans, 4 jours           | Nord                                          | Seine-Saint-Denis                    |
| 106                | Louise Rose Fleurit, née Mallet                   | F    | 8 mars 1888        | 9 mars 2000        | 112 ans, 1 jour            | Seine                                         | Oise                                 |
| 107                | Clotilde Caroline Roy, née Bouet                  | F    | 23 octobre 1889    | 13 octobre 2001    | 111 ans, 355 jours         | Seine                                         | Paris                                |
| 108                | Madeleine Élise Augusta Mièze, née Simplot        | F    | 28 avril 1901      | 14 avril 2013      | 111 ans, 351 jours         | Pas-de-Calais                                 | Nord                                 |
| 109                | Marie Eugénie Combéléran, née Santamans           | F    | 8 juin 1889        | 23 mai 2001        | 111 ans, 349 jours         | Aude                                          | Aude                                 |
| 109                | Marguerite Denise Duperray                        | F    | 12 février 1906    | 27 janvier 2018    | 111 ans, 349 jours         | Rhône                                         | Rhône                                |
| 109                | Irène Jeanne Lepetit, née Ruinaut                 | F    | 16 juin 1907       | 31 mai 2019        | 111 ans, 349 jours         | Landes                                        | Hautes-Pyrénées                      |
| 112                | Madeleine Louise Ragon, née Normand               | F    | 27 mars 1905       | 8 mars 2017        | 111 ans, 346 jours         | Seine                                         | Oise                                 |
| 113                | Jeanne Maria Bournat, née Chalard                 | F    | 22 janvier 1903    | 20 décembre 2014   | 111 ans, 332 jours         | Puy-de-Dôme                                   | Puy-de-Dôme                          |
| 114                | Jeannette Gayraud, née Mazzella                   | F    | 12 mai 1892        | 31 mars 2004       | 111 ans, 324 jours         | Bouches-du-Rhône                              | Var                                  |
| 115                | Zoé Émilie Vérot                                  | F    | 15 février 1884    | 4 janvier 1996     | 111 ans, 323 jours         | Yonne                                         | Yonne                                |
| 116                | Germaine Maria Henriette Lombart, née Stadler     | F    | 29 mars 1893       | 14 février 2005    | 111 ans, 322 jours         | Pas-de-Calais                                 | Seine-Maritime                       |
| 117                | Maurice Floquet                                   | H    | 25 décembre 1894   | 10 novembre 2006   | 111 ans, 320 jours         | Haute-Marne                                   | Var                                  |
| 118                | Maria Richard, née Huart                          | F    | 28 novembre 1900   | 11 octobre 2012    | 111 ans, 318 jours         | Belgique                                      | Hérault                              |
| 119                | Marguerite Louise Conrad                          | F    | 15 mars 1902       | 26 janvier 2014    | 111 ans, 317 jours         | Seine                                         | Hauts-de-Seine                       |
| 120                | Marie Deffay, née Dubois                          | F    | 18 septembre 1913  | 30 juillet 2025    | 111 ans, 315 jours         | Mayenne                                       | Mayenne                              |
| 121                | Amélina Julienne Eugenie Debert, née Vandewalle   | F    | 19 juillet 1908    | 27 mai 2020        | 111 ans, 313 jours         | Pas-de-Calais                                 | Oise                                 |
| 121                | Odile de Plunkett (Sœur Odile), née Dubois        | F    | 7 janvier 1909     | 15 novembre 2020   | 111 ans, 313 jours         | Seine                                         | Loiret                               |
| 123                | Maria Zaccaria, née Nicastro                      | F    | 24 novembre 1905   | 2 octobre 2017     | 111 ans, 312 jours         | Italie                                        | Hérault                              |
| 124                | Samuèle Goustille, née Thibaud                    | F    | 12 octobre 1913    | Vivante            | 111 ans, 312 jours         | Loire-Inférieure                              | Alpes-Maritimes                      |
| 125                | Marie Louise Andrée Roy, née Puzenat,             | F    | 23 février 1906    | 26 décembre 2017   | 111 ans, 306 jours         | Vosges                                        | Hauts-de-Seine                       |
| 126                | Marie Rose dite "Maryse" Lancioni                 | F    | 8 novembre 1907    | 9 septembre 2019   | 111 ans, 305 jours         | Corse                                         | Alpes-Maritimes                      |
| 127                | Anne-Marie Papail, née Gautrais                   | F    | 14 juin 1909       | 11 avril 2021      | 111 ans, 301 jours         | Ille-et-Vilaine                               | Ille-et-Vilaine                      |
| 128                | Félicité Jandia, née Ajax                         | F    | 12 février 1881    | 7 décembre 1992    | 111 ans, 299 jours         | Martinique                                    | Martinique                           |
| 129                | Marcelle Adda, née Samuel dit Albert              | F    | 3 juin 1905        | 22 mars 2017       | 111 ans, 292 jours         | Seine                                         | Yvelines                             |
| 130                | Mathilde Gauchou                                  | F    | 19 mars 1879       | 30 décembre 1990   | 111 ans, 286 jours         | Tarn                                          | Tarn                                 |
| 131                | Pauline Sevaille                                  | F    | 20 novembre 1890   | 29 août 2002       | 111 ans, 282 jours         | Ille-et-Vilaine                               | Eure                                 |
| 132                | Jeanne Levasseur, née Desmarest                   | F    | 23 mars 1903       | 20 décembre 2014   | 111 ans, 272 jours         | Haute-Vienne                                  | Essonne                              |
| 133                | Léa Rouget, née Helbert                           | F    | 4 mai 1911         | 26 janvier 2023    | 111 ans, 267 jours         | Indre-et-Loire                                | Indre-et-Loire                       |
| 134                | Marie-Virginie Duhem, née Mollet                  | F    | 2 août 1866        | 25 avril 1978      | 111 ans, 266 jours         | Nord                                          | Nord                                 |
| 134                | Paulette Ducamin, née Pouey-Dicard                | F    | 21 avril 1912      | 12 janvier 2024    | 111 ans, 266 jours         | Gers                                          | Gers                                 |
| 134                | Hélène Gruat, née Rambaud                         | F    | 8 mars 1913        | 29 novembre 2024   | 111 ans, 266 jours         | Seine                                         | Bouches-du-Rhône                     |
| 137                | Georgette Léveillé, née Lecat                     | F    | 28 juin 1903       | 14 mars 2015       | 111 ans, 259 jours         | Seine                                         | Hauts-de-Seine                       |
| 138                | Albertine Miton, née Boumier                      | F    | 5 avril 1910       | 17 décembre 2021   | 111 ans, 256 jours         | Seine-et-Marne                                | Seine-et-Marne                       |
| 138                | Suzanne Faivre, née Lalo                          | F    | 13 août 1906       | 26 avril 2018      | 111 ans, 256 jours         | Département de Constantine (actuelle Algérie) | Drôme                                |
| 140                | Adma Tura, née Messen                             | F    | 25 décembre 1906   | 1er septembre 2018 | 111 ans, 250 jours         | Empire ottoman (actuel Liban)                 | Pyrénées-Orientales                  |
| 141                | Marie-Louise Bernède, née Bourdens                | F    | 6 avril 1894       | 11 décembre 2005   | 111 ans, 249 jours         | Landes                                        | Landes                               |
| 142                | Irène Castera, née Aubry                          | F    | 7 janvier 1910     | 12 septembre 2021  | 111 ans, 248 jours         | Haïti                                         | Bas-Rhin                             |
| 143                | Marie-Louise Lambert, née Puech                   | F    | 9 avril 1888       | 11 décembre 1999   | 111 ans, 246 jours         | Tarn                                          | Tarn                                 |
| 143                | Renée Brébion, née Frand                          | F    | 1er juin 1913      | 2 février 2025     | 111 ans, 246 jours         | Seine                                         | Loire-Atlantique                     |
| 145                | Mathilde Gratry                                   | F    | 10 mai 1896        | 10 janvier 2008    | 111 ans, 245 jours         | Rhône                                         | Rhône                                |
| 145                | Madeleine Bréhamel, née Boulogne                  | F    | 31 août 1903       | 3 mai 2015         | 111 ans, 245 jours         | Seine                                         | Paris                                |
| 147                | Marie-Reine Sylvestre, née Cécilia-Joseph         | F    | 6 septembre 1907   | 6 mai 2019         | 111 ans, 242 jours         | Martinique                                    | Essonne                              |
| 148                | Lucienne Moreau, née Leclerc                      | F    | 25 octobre 1912    | 22 juin 2024       | 111 ans, 241 jours         | Indre                                         | Indre                                |
| 149                | Juliette Trimaille                                | F    | 21 août 1903       | 17 avril 2015      | 111 ans, 239 jours         | Doubs                                         | Doubs                                |
| 150                | Catherine Trompeter, née Weiss                    | F    | 26 mars 1895       | 18 novembre 2006   | 111 ans, 237 jours         | Allemagne (actuel Bas-Rhin)                   | Moselle                              |
| 151                | André Boite                                       | H    | 6 décembre 1910    | 15 juillet 2022    | 111 ans, 221 jours         | Cher                                          | Alpes-Maritimes                      |
| 152                | Marie-Madeleine Saint Laurent, née Borrut         | F    | 9 août 1912        | 14 mars 2024       | 111 ans, 218 jours         | Haute-Garonne                                 | Gers                                 |
| 153                | André Ludwig                                      | H    | 6 juin 1912        | 7 janvier 2024     | 111 ans, 215 jours         | Seine-et-Marne                                | Maine-et-Loire                       |
| 154                | Zoé Redoulès (Sœur Dosithée)                      | F    | 14 juillet 1909    | 13 février 2021    | 111 ans, 214 jours         | Aveyron                                       | Aveyron                              |
| 154                | Germaine Filet, née Maillasson                    | F    | 25 octobre 1909    | 27 mai 2021        | 111 ans, 214 jours         | Haute-Vienne                                  | Haute-Vienne                         |
| 154                | Madeleine Cornu, née Jehanne                      | F    | 17 octobre 1910    | 19 mai 2022        | 111 ans, 214 jours         | Eure                                          | Eure                                 |
| 157                | Marie Le Barillier, née Dupret                    | F    | 13 mai 1906        | 12 décembre 2017   | 111 ans, 213 jours         | Manche                                        | Manche                               |
| 158                | Juliana Sambin                                    | F    | 17 février 1911    | 16 septembre 2022  | 111 ans, 211 jours         | Guadeloupe                                    | Guadeloupe                           |
| 159                | Olive Deschamps, née Renaudat                     | F    | 22 février 1901    | 18 septembre 2012  | 111 ans, 209 jours         | Indre                                         | Indre                                |
| 160                | Roger Auvin                                       | H    | 20 mars 1908       | 13 octobre 2019    | 111 ans, 207 jours         | Vienne                                        | Deux-Sèvres                          |
| 161                | Léa Revault, née Poincloux                        | F    | 7 août 1903        | 1er mars 2015      | 111 ans, 206 jours         | Loiret                                        | Loiret                               |
| 162                | Germaine Dellepoule (Sœur Saint Roger)            | F    | 4 février 1893     | 25 août 2004       | 111 ans, 203 jours         | Nord                                          | Yvelines                             |
| 163                | Jeannette Laham, née Espouy                       | F    | 1er février 1914   | Vivante            | 111 ans, 200 jours         | Nord                                          | Hérault                              |
| 164                | Henriette Mégévand                                | F    | 24 juin 1887       | 7 janvier 1999     | 111 ans, 197 jours         | Rhône                                         | Rhône                                |
| 164                | Alice dite "Odette" Meunier, née Gay              | F    | 8 mars 1908        | 21 septembre 2019  | 111 ans, 197 jours         | Gers                                          | Gers                                 |
| 166                | Suzanne Jacquet, née Genève                       | F    | 22 avril 1912      | 4 novembre 2023    | 111 ans, 196 jours         | Maurice (alors colonie britannique)           | Var                                  |
| 167                | Marthe Merlino                                    | F    | 12 mars 1898       | 22 septembre 2009  | 111 ans, 194 jours         | Brésil                                        | Hauts-de-Seine                       |
| 168                | Marie-Anne Richard, née Frédéric                  | F    | 27 juillet 1884    | 4 février 1996     | 111 ans, 192 jours         | Martinique                                    | Martinique                           |
| 169                | Élisabelle Lallemand                              | F    | 14 février 1912    | 24 août 2023       | 111 ans, 191 jours         | La Réunion                                    | Ardèche                              |
| 170                | Giselle Riboust, née Catherine                    | F    | 11 février 1914    | Vivante            | 111 ans, 190 jours         | Seine                                         | Val-d'Oise                           |
| 171                | Marie Ferracci, née Coppolani                     | F    | 11 février 1908    | 17 août 2019       | 111 ans, 187 jours         | Corse                                         | Corse-du-Sud                         |
| 172                | Hélène Le Bozec, née Laurençot                    | F    | 24 décembre 1908   | 27 juin 2020       | 111 ans, 186 jours         | Allemagne (actuel Bas-Rhin)                   | Bouches-du-Rhône                     |
| 173                | Catherine Soiron                                  | F    | 31 juillet 1899    | 31 janvier 2011    | 111 ans, 184 jours         | Oise                                          | Oise                                 |
| 174                | Maria Bigue, née Jambon                           | F    | 10 septembre 1886  | 12 mars 1998       | 111 ans, 183 jours         | Oise                                          | Oise                                 |
| 175                | Anne Prieur, née Lepaitre                         | F    | 15 septembre 1908  | 13 mars 2020       | 111 ans, 180 jours         | Maine-et-Loire                                | Maine-et-Loire                       |
| 176                | Marie-Thérèse Agnaud, née Harnois                 | F    | 15 août 1912       | 5 février 2024     | 111 ans, 174 jours         | Loire-Inférieure                              | Haute-Loire                          |
| 177                | Marie Allène, née Pierini                         | F    | 26 août 1908       | 14 février 2020    | 111 ans, 172 jours         | Bouches-du-Rhône                              | Bouches-du-Rhône                     |
| 178                | Marie-Louise Pellet, née Vernay                   | F    | 7 mars 1914        | Vivante            | 111 ans, 166 jours         | Saône-et-Loire                                | Rhône                                |
| 179                | Eugénie Peyrieux, née Reymond                     | F    | 1er décembre 1903  | 4 mai 2015         | 111 ans, 154 jours         | Isère                                         | Rhône                                |
| 180                | Émile Fourcade                                    | H    | 29 juillet 1884    | 29 décembre 1995   | 111 ans, 153 jours         | Département d’Oran (actuelle Algérie)         | Isère                                |
| 180                | Philomène Courbon                                 | F    | 15 septembre 1900  | 15 février 2012    | 111 ans, 153 jours         | Haute-Loire                                   | Loire                                |
| 180                | Jeanne Biewer, née Schneider                      | F    | 11 juillet 1895    | 11 décembre 2006   | 111 ans, 153 jours         | Moselle                                       | Isère                                |
| 183                | Irène Laroche, née Arnoux                         | F    | 23 mars 1914       | Vivante            | 111 ans, 150 jours         | Basses-Alpes                                  | Gard                                 |
| 184                | Clotilde Crétinon, née Vigne                      | F    | 10 mars 1914       | 5 août 2025        | 111 ans, 148 jours         | Bouches-du-Rhône                              | Bouches-du-Rhône                     |
| 185                | Thérèse Daban, née Berthault                      | F    | 9 janvier 1911     | 4 juin 2022        | 111 ans, 146 jours         | Loir-et-Cher                                  | Landes                               |
| 186                | Georgette Jeanmaire, née Vitry,                   | F    | 13 janvier 1857    | 6 juin 1968        | 111 ans, 145 jours         | Haute-Marne                                   | Val-d'Oise                           |
| 187                | Louise Gendronneau, née Poirier                   | F    | 18 août 1910       | 8 janvier 2022     | 111 ans, 143 jours         | Charente                                      | Charente                             |
| 188                | Georgette Volton, née Rouzeau                     | F    | 10 juillet 1904    | 29 novembre 2015   | 111 ans, 142 jours         | Cher                                          | Cher                                 |
| 189                | Marie-Noëlle Duhamel, née Dehay                   | F    | 28 avril 1912      | 11 septembre 2023  | 111 ans, 136 jours         | Pas-de-Calais                                 | Yvelines                             |
| 190                | Marie Dhauyre, née Massias                        | F    | 27 octobre 1906    | 11 mars 2018       | 111 ans, 135 jours         | Lot-et-Garonne                                | Gironde                              |
| 191                | Hermine Saubion                                   | F    | 21 septembre 1911  | 2 février 2023     | 111 ans, 134 jours         | Bouches-du-Rhône                              | Alpes-de-Haute-Provence              |
| 192                | Alba Togni, née Benatti                           | F    | 21 mars 1902       | 31 juillet 2013    | 111 ans, 132 jours         | Italie                                        | Seine-Saint-Denis                    |
| 193                | Justine Cognon                                    | F    | 14 avril 1911      | 21 août 2022       | 111 ans, 129 jours         | Guadeloupe                                    | Guadeloupe                           |
| 194                | Madeleine Burille, née Magnenet                   | F    | 22 juin 1911       | 25 octobre 2022    | 111 ans, 125 jours         | Doubs                                         | Haut-Rhin                            |
| 194                | Estelline Kancel, née Samé                        | F    | 7 février 1912     | 12 juin 2023       | 111 ans, 125 jours         | Guadeloupe                                    | Guadeloupe                           |
| 196                | Pauline dite "Bernadette" Tinas, née Labéjof      | F    | 17 mars 1914       | 19 juillet 2025    | 111 ans, 124 jours         | Martinique                                    | Martinique                           |
| 197                | Maria-Anna Higelin                                | F    | 18 novembre 1882   | 21 mars 1994       | 111 ans, 123 jours         | Allemagne (actuel Haut-Rhin)                  | Haut-Rhin                            |
| 198                | Laurence Entiope                                  | F    | 9 décembre 1862    | 7 avril 1974       | 111 ans, 119 jours         | Martinique                                    | Martinique                           |
| 199                | Berthe Levaillant, née Cherriet                   | F    | 16 juillet 1912    | 8 novembre 2023    | 111 ans, 115 jours         | Cher                                          | Oise                                 |
| 200                | Geneviève de Reviers de Mauny, née de Maussabré   | F    | 22 mars 1902       | 13 juillet 2013    | 111 ans, 113 jours         | Allier                                        | Indre                                |
| 201                | Juliette Boulivet, née Moinet                     | F    | 8 juillet 1907     | 28 octobre 2018    | 111 ans, 112 jours         | Sarthe                                        | Orne                                 |
| 202                | Andrée Bellot, née Hébert                         | F    | 3 mai 1914         | Vivante            | 111 ans, 109 jours         | Loir-et-Cher                                  | Seine-Maritime                       |
| 203                | Eugénie Raffy, née Reygnet                        | F    | 13 juillet 1905    | 30 octobre 2016    | 111 ans, 109 jours         | Dordogne                                      | Gironde                              |
| 204                | Maria Nouvel, née Larnaudie                       | F    | 7 juillet 1903     | 23 octobre 2014    | 111 ans, 108 jours         | Aveyron                                       | Paris                                |
| 205                | Odette Ambühler, née Lefeuvre                     | F    | 17 septembre 1901  | 31 décembre 2012   | 111 ans, 105 jours         | Sarthe                                        | Sarthe                               |
| 205                | Madeleine Reboul                                  | F    | 11 mai 1911        | 24 août 2022       | 111 ans, 105 jours         | Doubs                                         | Hérault                              |
| 207                | Maria Gauvin, née Hameline                        | F    | 22 août 1913       | 30 novembre 2024   | 111 ans, 100 jours         | Ille-et-Vilaine                               | Ille-et-Vilaine                      |
| 208                | Maurice Le Coutour                                | H    | 12 mai 1914        | Vivant             | 111 ans, 100 jours         | Manche                                        | Manche                               |
| 209                | Françoise Grisanti, née Piétri                    | F    | 28 octobre 1902    | 2 février 2014     | 111 ans, 97 jours          | Corse                                         | Haute-Corse                          |
| 210                | Blanche Aubertin, née Cousin                      | F    | 23 janvier 1900    | 24 avril 2011      | 111 ans, 91 jours          | Vosges                                        | Vosges                               |
| 211                | Renée Gauthier                                    | F    | 22 juin 1909       | 19 septembre 2020  | 111 ans, 89 jours          | Loir-et-Cher                                  | Seine-et-Marne                       |
| 212                | Renée Boisseau, née Caraty                        | F    | 3 décembre 1904    | 25 février 2016    | 111 ans, 84 jours          | Indre-et-Loire                                | Indre-et-Loire                       |
| 213                | Franziska Bruno, née Kirner                       | F    | 19 décembre 1911   | 5 mars 2023        | 111 ans, 76 jours          | Autriche-Hongrie (actuelle Autriche)          | Var                                  |
| 214                | Claire Dolphyn, née Mirra                         | F    | 3 décembre 1891    | 14 février 2003    | 111 ans, 73 jours          | Italie                                        | Hauts-de-Seine                       |
| 215                | Marcelle Monot, née Massé                         | F    | 12 septembre 1911  | 18 novembre 2022   | 111 ans, 67 jours          | Oise                                          | Yvelines                             |
| 216                | Marguerite Dromard, née Breuil                    | F    | 1er août 1909      | 2 octobre 2020     | 111 ans, 62 jours          | Allier                                        | Allier                               |
| 217                | Marcelle Bonneaud, née Romestant                  | F    | 21 novembre 1912   | 20 janvier 2024    | 111 ans, 60 jours          | Gard                                          | Gard                                 |
| 218                | Suzanne Brunel, née Henry                         | F    | 9 décembre 1901    | 3 février 2013     | 111 ans, 56 jours          | Val-de-Marne                                  | Hauts-de-Seine                       |
| 219                | Marie-Claire Brissaud                             | F    | 12 mars 1905       | 3 mai 2016         | 111 ans, 52 jours          | Vienne                                        | Vienne                               |
| 220                | Hélène Malfuson, née Atger                        | F    | 29 juin 1914       | Vivante            | 111 ans, 52 jours          | Tunisie (alors protectorat français)          | Bouches-du-Rhône                     |
| 221                | Jeanne Aubert, née Bigot                          | F    | 26 novembre 1905   | 16 janvier 2017    | 111 ans, 51 jours          | Seine-Inférieure                              | Seine-Maritime                       |
| 222                | Madeleine Thomas, née Marquet                     | F    | 29 juin 1910       | 18 août 2021       | 111 ans, 50 jours          | Côte-d'Or                                     | Yonne                                |
| 223                | Madeleine Chiron, née Authy                       | F    | 13 septembre 1901  | 26 octobre 2012    | 111 ans, 43 jours          | Maine-et-Loire                                | Maine-et-Loire                       |
| 224                | Joseph Rabenda                                    | H    | 10 janvier 1892    | 19 février 2003    | 111 ans, 40 jours          | Russie (actuelle Pologne)                     | Allier                               |
| 225                | Catherine Gode, née Celton                        | F    | 18 janvier 1914    | 26 février 2025    | 111 ans, 39 jours          | Seine                                         | Eure-et-Loir                         |
| 226                | Suzanne Hallet                                    | F    | 17 septembre 1901  | 23 octobre 2012    | 111 ans, 36 jours          | Loiret                                        | Loiret                               |
| 227                | Marguerite Lecourt, née Chopin                    | F    | 16 juillet 1914    | Vivante            | 111 ans, 35 jours          | Orne                                          | Orne                                 |
| 228                | Germaine dite "Rachel" Martin, née Berton         | F    | 25 octobre 1904    | 26 novembre 2015   | 111 ans, 32 jours          | Charente-Inférieure                           | Deux-Sèvres                          |
| 229                | Marthe Gojon, née Clair                           | F    | 1er novembre 1893  | 28 novembre 2004   | 111 ans, 27 jours          | Côte-d'Or                                     | Ain                                  |
| 230                | Yvette Guillot                                    | F    | 12 juillet 1910    | 7 août 2021        | 111 ans, 26 jours          | Lot-et-Garonne                                | Lot-et-Garonne                       |
| 231                | Anonyme                                           | F    | 26 juillet 1914    | Vivante            | 111 ans, 25 jours          |                                               |                                      |
| 232                | Germaine Lafond, née Assorichipy                  | F    | 27 juillet 1901    | 20 août 2012       | 111 ans, 24 jours          | Basses-Pyrénées                               | Essonne                              |
| 233                | Sabine Contesso, née Giraudi                      | F    | 27 février 1904    | 14 mars 2015       | 111 ans, 15 jours          | Alpes-Maritimes                               | Alpes-Maritimes                      |
| 233                | Germaine Jacmel                                   | F    | 20 avril 1905      | 5 mai 2016         | 111 ans, 15 jours          | Guadeloupe                                    | Guadeloupe                           |
| 235                | Albertine Tronché                                 | F    | 8 avril 1911       | 22 avril 2022      | 111 ans, 14 jours          | Guadeloupe                                    | Guadeloupe                           |
| 236                | Odette Colin, née Bouclier                        | F    | 28 mars 1903       | 9 avril 2014       | 111 ans, 12 jours          | Seine                                         | Bas-Rhin                             |
| 236                | Yvonne Guillaumin                                 | F    | 28 octobre 1906    | 9 novembre 2017    | 111 ans, 12 jours          | Allier                                        | Puy-de-Dôme                          |
| 238                | Anna Palarowska (Sœur Bernadette)                 | F    | 22 octobre 1902    | 3 novembre 2013    | 111 ans, 11 jours          | Allemagne (actuelle Pologne)                  | Isère                                |
| 239                | Berthe Sadron, née Gauthier                       | F    | 18 février 1888    | 27 février 1999    | 111 ans, 9 jours           | Seine-et-Oise                                 | Yvelines                             |
| 240                | Marie Dorval, née Le Page                         | F    | 5 octobre 1906     | 13 octobre 2017    | 111 ans, 8 jours           | Finistère                                     | Finistère                            |
| 241                | Élisabeth Chaudière, née Drouin                   | F    | 13 janvier 1903    | 20 janvier 2014    | 111 ans, 7 jours           | Vendée                                        | Loire-Atlantique                     |
| 241                | Camille Bensaïd, née Aouizerate                   | F    | 12 novembre 1909   | 19 novembre 2020   | 111 ans, 7 jours           | Département de Constantine (actuelle Algérie) | Paris                                |
| 243                | Marie-Louise Dambre, née Dubois-Poublanc          | F    | 25 décembre 1911   | 29 décembre 2022   | 111 ans, 4 jours           | Pas-de-Calais                                 | Pas-de-Calais                        |
| 244                | Marthe Linteau                                    | F    | 15 octobre 1906    | 16 octobre 2017    | 111 ans, 1 jour            | Seine                                         | Vienne                               |
| 245                | Émilienne Nacry, née Leprince                     | F    | 10 mars 1901       | 10 mars 2012       | 111 ans, 0 jour            | Pas-de-Calais                                 | Pas-de-Calais                        |
| 246                | Clémence Rioual, née Nicolas,                     | F    | 31 mars 1911       | 27 mars 2022       | 110 ans, 361 jours         | Finistère                                     | Finistère                            |
| 247                | Germaine Fossé, née Lescaux                       | F    | 24 décembre 1898   | 18 décembre 2009   | 110 ans, 359 jours         | Creuse                                        | Creuse                               |
| 248                | Marguerite Bellion, née Poulet                    | F    | 12 février 1891    | 29 janvier 2002    | 110 ans, 351 jours         | Aisne                                         | Alpes-Maritimes                      |
| 249                | Émilie Taillard, née Villier                      | F    | 16 septembre 1900  | 31 août 2011       | 110 ans, 349 jours         | Doubs                                         | Doubs                                |
| 249                | Marie-Louise Fuset, née Repellin                  | F    | 10 février 1903    | 25 janvier 2014    | 110 ans, 349 jours         | Isère                                         | Isère                                |
| 251                | Madeleine Delmotte, née Adriaen                   | F    | 20 avril 1896      | 31 mars 2007       | 110 ans, 345 jours         | Nord                                          | Nord                                 |
| 251                | Marie Françoise Cayol                             | F    | 1er décembre 1896  | 11 novembre 2007   | 110 ans, 345 jours         | Guadeloupe                                    | Guadeloupe                           |
| 251                | Juliette Châron, née Cau                          | F    | 26 août 1910       | 6 août 2021        | 110 ans, 345 jours         | Ariège                                        | Val-de-Marne                         |
| 254                | Louise Albot, née Fleury                          | F    | 4 septembre 1912   | 10 août 2023       | 110 ans, 340 jours         | Orne                                          | Val-de-Marne                         |
| 255                | Étiennette Bourouiba, née Bernard                 | F    | 14 septembre 1914  | Vivante            | 110 ans, 340 jours         | Vienne                                        | Vienne                               |
| 256                | Marie-Louise Jaouen, née Le Foll                  | F    | 17 septembre 1914  | Vivante            | 110 ans, 337 jours         | Finistère                                     | Finistère                            |
| 257                | Ginette Saint-Louis-Augustin                      | F    | 17 septembre 1914  | Vivante            | 110 ans, 337 jours         | Martinique                                    | Martinique                           |
| 258                | Marie Dufour, née Vallat                          | F    | 14 décembre 1911   | 15 novembre 2022   | 110 ans, 336 jours         | Rhône                                         | Rhône                                |
| 259                | Elisabeth Seube, née Lécuyer                      | F    | 8 avril 1889       | 6 mars 2000        | 110 ans, 333 jours         | Marne                                         | Indre-et-Loire                       |
| 259                | Élise Cambar, née Philippon                       | F    | 2 novembre 1906    | 1er octobre 2017   | 110 ans, 333 jours         | Indre                                         | Cher                                 |
| 259                | Rosalie Willekens, née Dromby                     | F    | 30 janvier 1912    | 29 décembre 2022   | 110 ans, 333 jours         | Pas-de-Calais                                 | Hauts-de-Seine                       |
| 262                | Alice Rollet, née Lesueur                         | F    | 22 avril 1909      | 17 mars 2020       | 110 ans, 330 jours         | Seine                                         | Oise                                 |
| 263                | Juliette Jocher, née Blancheton                   | F    | 11 mars 1905       | 3 février 2016     | 110 ans, 329 jours         | Puy-de-Dôme                                   | Puy-de-Dôme                          |
| 263                | Antoinette Bermond, née Fighiera                  | F    | 9 mai 1912         | 3 avril 2023       | 110 ans, 329 jours         | Alpes-Maritimes                               | Alpes-Maritimes                      |
| 265                | Jacqueline Bossard, née Pasquier                  | F    | 20 août 1911       | 10 juillet 2022    | 110 ans, 324 jours         | Haute-Garonne                                 | Haute-Garonne                        |
| 266                | Gabrielle Rambaud                                 | F    | 14 mars 1897       | 31 janvier 2008    | 110 ans, 323 jours         | Département d’Alger (actuelle Algérie)        | Var                                  |
| 266                | Aline Beslay, née Geins                           | F    | 17 juin 1898       | 6 mai 2009         | 110 ans, 323 jours         | Eure-et-Loir                                  | Eure-et-Loir                         |
| 268                | Olga Covili, née Sciandra                         | F    | 24 février 1910    | 11 janvier 2021    | 110 ans, 322 jours         | Italie                                        | Alpes-Maritimes                      |
| 269                | Yvette Mangin, née Leblanc                        | F    | 13 janvier 1906    | 28 novembre 2016   | 110 ans, 320 jours         | Ardennes                                      | Hérault                              |
| 270                | Anna Violette, née Sauvaget                       | F    | 12 janvier 1889    | 27 novembre 1999   | 110 ans, 319 jours         | Oise                                          | Hauts-de-Seine                       |
| 270                | Marie-Henriette Turlais, née Gaultier             | F    | 30 juillet 1911    | 14 juin 2022       | 110 ans, 319 jours         | Pyrénées-Orientales                           | Pyrénées-Orientales                  |
| 270                | Raymonde Robert, née Laurent                      | F    | 14 février 1912    | 30 décembre 2022   | 110 ans, 319 jours         | Seine-Inférieure                              | Orne                                 |
| 273                | Cécile Marchais, née Marpaud                      | F    | 17 octobre 1913    | 26 août 2024       | 110 ans, 314 jours         | Gironde                                       | Gironde                              |
| 274                | Lucienne Tranchant                                | F    | 10 octobre 1914    | Vivante            | 110 ans, 314 jours         | Vienne                                        | Vendée                               |
| 275                | Jeanne Garnier, née Séguin                        | F    | 5 janvier 1911     | 14 novembre 2021   | 110 ans, 313 jours         | Vosges                                        | Hauts-de-Seine                       |
| 276                | Magdeleine Rossignol, née Crombé                  | F    | 22 septembre 1907  | 31 juillet 2018    | 110 ans, 312 jours         | Nord                                          | Essonne                              |
| 277                | Mercédès Drouet, née Cubells                      | F    | 11 avril 1907      | 16 février 2018    | 110 ans, 311 jours         | Espagne                                       | Paris                                |
| 278                | Marie-Louise Thurneyssen, née Banguet             | F    | 21 août 1888       | 27 juin 1999       | 110 ans, 310 jours         | Creuse                                        | Yvelines                             |
| 279                | Laure Lescouzères, née Camescasse                 | F    | 19 octobre 1912    | 19 août 2023       | 110 ans, 304 jours         | Gironde                                       | Gironde                              |
| 280                | Denise Barreau, née Péraudeau                     | F    | 20 octobre 1914    | Vivante            | 110 ans, 304 jours         | Marne                                         | Marne                                |
| 281                | Renée Rousselot, née Marmet                       | F    | 27 mai 1904        | 26 mars 2015       | 110 ans, 303 jours         | Meurthe-et-Moselle                            | Meurthe-et-Moselle                   |
| 282                | Marie-Isabelle Tuffal, née Valentin               | F    | 14 janvier 1889    | 12 novembre 1999   | 110 ans, 302 jours         | Haute-Garonne                                 | Haute-Garonne                        |
| 282                | Camille Répir                                     | F    | 28 avril 1897      | 24 février 2008    | 110 ans, 302 jours         | Guadeloupe                                    | Guadeloupe                           |
| 284                | Andrée Jourde                                     | F    | 13 mars 1911       | 8 janvier 2022     | 110 ans, 301 jours         | Haute-Loire                                   | Haute-Loire                          |
| 285                | Frédérique Noël                                   | F    | 19 juin 1868       | 14 avril 1979      | 110 ans, 299 jours         | Seine                                         | Seine-et-Marne                       |
| 286                | Marianne Necki, née Jedrzejczyk                   | F    | 28 février 1910    | 18 décembre 2020   | 110 ans, 294 jours         | Russie (actuelle Pologne)                     | Pas-de-Calais                        |
| 287                | Jeanne Rannou, née Douarin                        | F    | 14 septembre 1901  | 2 juillet 2012     | 110 ans, 292 jours         | Côtes-du-Nord                                 | Paris                                |
| 287                | Marie Durand, née Carité                          | F    | 7 septembre 1909   | 25 juin 2020       | 110 ans, 292 jours         | Seine-Inférieure                              | Seine-Maritime                       |
| 289                | Jeanne Gagnard, née Vacheron                      | F    | 29 octobre 1899    | 14 août 2010       | 110 ans, 289 jours         | Loire                                         | Loire                                |
| 290                | Marie Marguerite Robert                           | F    | 9 janvier 1893     | 19 octobre 2003    | 110 ans, 283 jours         | Basses-Alpes                                  | Var                                  |
| 290                | Germaine Boucheron, née Jantet                    | F    | 30 juillet 1900    | 9 mai 2011         | 110 ans, 283 jours         | Jura                                          | Val-d'Oise                           |
| 290                | Marie-Josèphe Daguzan                             | F    | 21 mars 1906       | 29 décembre 2016   | 110 ans, 283 jours         | Gers                                          | Gers                                 |
| 293                | Gisèle Lesieux, née Laubier                       | F    | 30 novembre 1912   | 8 septembre 2023   | 110 ans, 282 jours         | Somme                                         | Somme                                |
| 294                | Mathilde Rouené, née Bouju                        | F    | 13 août 1895       | 20 mai 2006        | 110 ans, 280 jours         | Loire-Inférieure                              | Loire-Atlantique                     |
| 295                | Caroline Campistron, née Maurette Mauché          | F    | 27 mai 1867        | 2 mars 1978        | 110 ans, 279 jours         | Seine                                         | Charente-Maritime                    |
| 295                | Marie Casanova, née Falet                         | F    | 8 décembre 1908    | 13 septembre 2019  | 110 ans, 279 jours         | Seine                                         | Paris                                |
| 295                | Amelia Glangeaud-Doudet                           | F    | 27 mars 1910       | 31 décembre 2020   | 110 ans, 279 jours         | Haute-Vienne                                  | Haute-Vienne                         |
| 298                | Marie-Angèle Cosaque                              | F    | 27 mai 1913        | 29 février 2024    | 110 ans, 278 jours         | Guadeloupe                                    | Guadeloupe                           |
| 299                | Fernande Bloquet, née Vallerre                    | F    | 18 mai 1911        | 19 février 2022    | 110 ans, 277 jours         | Seine-Inférieure                              | Seine-et-Marne                       |
| 300                | Odette Pompanon, née Moutron                      | F    | 19 novembre 1902   | 21 août 2013       | 110 ans, 275 jours         | Seine-et-Marne                                | Seine-et-Marne                       |
| 300                | Annoncia Irma Agathe, née Cyrille                 | F    | 26 mars 1906       | 26 décembre 2016   | 110 ans, 275 jours         | Guadeloupe                                    | Guadeloupe                           |
| 302                | Lucienne Février, née Pavillon                    | F    | 7 juillet 1914     | 4 avril 2025       | 110 ans, 274 jours         | Maine-et-Loire                                | Maine-et-Loire                       |
| 303                | Simonne Lantran, née Charamon                     | F    | 9 février 1905     | 7 novembre 2015    | 110 ans, 271 jours         | Eure-et-Loir                                  | Eure-et-Loir                         |
| 304                | Incarnacion Cavalieri, née Mora Gomis             | F    | 16 mars 1892       | 9 décembre 2002    | 110 ans, 268 jours         | Espagne                                       | Hautes-Pyrénées                      |
| 304                | Jeanne Moutet, née Vinard                         | F    | 13 avril 1907      | 6 janvier 2018     | 110 ans, 268 jours         | Ardèche                                       | Drôme                                |
| 306                | Andrée Hersin, née Quertiniez                     | F    | 15 mai 1904        | 5 février 2015     | 110 ans, 266 jours         | Nord                                          | Var                                  |
| 306                | Fernande Bataille, née Fauvel                     | F    | 5 décembre 1906    | 28 août 2017       | 110 ans, 266 jours         | Seine-Inférieure                              | Alpes-Maritimes                      |
| 306                | Jeanne Mayet                                      | F    | 2 juillet 1911     | 25 mars 2022       | 110 ans, 266 jours         | Puy-de-Dôme                                   | Rhône                                |
| 309                | Marie-Jeanne Dressayre                            | F    | 30 août 1913       | 17 mai 2024        | 110 ans, 261 jours         | Orne                                          | Orne                                 |
| 310                | Marie Lemoigne, née Gauquelin                     | F    | 18 mai 1899        | 31 janvier 2010    | 110 ans, 258 jours         | Seine-Inférieure                              | Calvados                             |
| 310                | Marie-Jeanne Mouret, née Lacroix                  | F    | 12 septembre 1909  | 27 mai 2020        | 110 ans, 258 jours         | Hérault                                       | Savoie                               |
| 310                | Paule Izart                                       | F    | 22 octobre 1912    | 7 juillet 2023     | 110 ans, 258 jours         | Hautes-Pyrénées                               | Hautes-Pyrénées                      |
| 313                | Germaine Goudou                                   | F    | 1er octobre 1910   | 15 juin 2021       | 110 ans, 257 jours         | Indre-et-Loire                                | Indre-et-Loire                       |
| 314                | Andrée Santini, née Casarévola                    | F    | 21 août 1907       | 4 mai 2018         | 110 ans, 256 jours         | Département d’Alger (actuelle Algérie)        | Pyrénées-Atlantiques                 |
| 315                | Anne-Marie Perron, née Bidault                    | F    | 7 décembre 1914    | Vivante            | 110 ans, 256 jours         | Isère                                         | Isère                                |
| 316                | Marcelle Goulley, née Duchat                      | F    | 8 décembre 1914    | Vivante            | 110 ans, 255 jours         | Val-d'Oise                                    | Val-d'Oise                           |
| 317                | Hélène Maury, née Respaud                         | F    | 26 août 1909       | 6 mai 2020         | 110 ans, 254 jours         | Aube                                          | Bouches-du-Rhône                     |
| 318                | Jean-Clémentis Amano                              | H    | 7 octobre 1908     | 15 juin 2019       | 110 ans, 251 jours         | La Réunion                                    | La Réunion                           |
| 319                | Emilie Scouflaire                                 | F    | 19 avril 1902      | 25 décembre 2012   | 110 ans, 250 jours         | Nord                                          | Paris                                |
| 320                | Léontine Rousselot                                | F    | 23 juillet 1905    | 28 mars 2016       | 110 ans, 249 jours         | Côtes-du-Nord                                 | Côtes-d’Armor                        |
| 321                | Henri Pérignon                                    | H    | 14 octobre 1879    | 18 juin 1990       | 110 ans, 247 jours         | Seine                                         | Calvados                             |
| 322                | Alexis Daigneau                                   | H    | 4 août 1890        | 3 avril 2001       | 110 ans, 242 jours         | Deux-Sèvres                                   | Deux-Sèvres                          |
| 322                | Angèle Marc                                       | F    | 29 octobre 1892    | 28 juin 2003       | 110 ans, 242 jours         | Martinique                                    | Martinique                           |
| 324                | Yvonne Lomet                                      | F    | 26 novembre 1908   | 25 juillet 2019    | 110 ans, 241 jours         | Loir-et-Cher                                  | Loir-et-Cher                         |
| 325                | Marie Audy, née Jailon                            | F    | 29 mars 1899       | 24 novembre 2009   | 110 ans, 240 jours         | Dordogne                                      | Dordogne                             |
| 326                | Jeanne Berget, née Cornemillot                    | F    | 13 juillet 1898    | 6 mars 2009        | 110 ans, 236 jours         | Côte-d'Or                                     | Côte-d'Or                            |
| 326                | Blanche Masson, née Cogniaux                      | F    | 9 janvier 1914     | 1er septembre 2024 | 110 ans, 236 jours         | Nord                                          | Nord                                 |
| 328                | Marie-Blanche Darnet                              | F    | 7 mai 1904         | 28 décembre 2014   | 110 ans, 235 jours         | Dordogne                                      | Dordogne                             |
| 329                | Marie-Céline Maisonniaud, née Lafaye              | F    | 26 octobre 1876    | 17 juin 1987       | 110 ans, 234 jours         | Creuse                                        | Creuse                               |
| 329                | Hélène Carrion, née Macadoux                      | F    | 14 octobre 1898    | 5 juin 2009        | 110 ans, 234 jours         | Yonne                                         | Yonne                                |
| 331                | Germaine Baron, née Labarthe                      | F    | 26 mai 1905        | 14 janvier 2016    | 110 ans, 233 jours         | Paris                                         | Paris                                |
| 331                | Augustine André, née Dumas                        | F    | 2 juin 1911        | 21 janvier 2022    | 110 ans, 233 jours         | Lozère                                        | Bouches-du-Rhône                     |
| 333                | Marie-Catherine Mora, née Guicharnaud             | F    | 27 mars 1914       | 14 novembre 2024   | 110 ans, 232 jours         | Espagne                                       | Pyrénées-Atlantiques                 |
| 334                | Marie Prodhomme, née Gastineau                    | F    | 14 juin 1900       | 30 janvier 2011    | 110 ans, 230 jours         | Maine-et-Loire                                | Mayenne                              |
| 335                | Simone Sola, née Gaillard                         | F    | 28 mai 1909        | 11 janvier 2020    | 110 ans, 228 jours         | Gironde                                       | Dordogne                             |
| 336                | Marcelle-Jeanne Colas, née Didion                 | F    | 28 juillet 1897    | 11 mars 2008       | 110 ans, 227 jours         | Seine                                         | Mayenne                              |
| 336                | Mireille Brun, née Valdenaire                     | F    | 18 septembre 1912  | 3 mai 2023         | 110 ans, 227 jours         | Seine-et-Oise                                 | Maine-et-Loire                       |
| 338                | Thérèse Beau, née Moreau                          | F    | 15 août 1908       | 29 mars 2019       | 110 ans, 226 jours         | Seine                                         | Essonne                              |
| 339                | Marie-Françoise Héméry, née Paris                 | F    | 25 juillet 1889    | 6 mars 2000        | 110 ans, 225 jours         | Morbihan                                      | Paris                                |
| 339                | Solange Lapha, née Hervet                         | F    | 27 avril 1909      | 8 décembre 2019    | 110 ans, 225 jours         | Cher                                          | Essonne                              |
| 341                | Lucia Damiano                                     | F    | 4 août 1900        | 16 mars 2011       | 110 ans, 224 jours         | Italie                                        | Alpes-Maritimes                      |
| 341                | Marie-Renée Gautier (Sœur Marie de la Visitation) | F    | 30 juin 1906       | 9 février 2017     | 110 ans, 224 jours         | Vendée                                        | Maine-et-Loire                       |
| 343                | Yvonne Germaine Lucie Conscience, née Guitard     | F    | 30 juin 1911       | 5 février 2022     | 110 ans, 220 jours         | Haute-Garonne                                 | Haute-Garonne                        |
| 343                | Madeleine Saubry, née Parant                      | F    | 8 décembre 1906    | 16 juillet 2017    | 110 ans, 220 jours         | Paris                                         | Essonne                              |
| 345                | Madeleine Muthe                                   | F    | 21 février 1906    | 27 septembre 2016  | 110 ans, 219 jours         | Côte-d'Or                                     | Côte-d'Or                            |
| 346                | Marguerite Chatard, née Ponçon                    | F    | 29 mai 1914        | 2 janvier 2025     | 110 ans, 218 jours         | Savoie                                        | Ain                                  |
| 347                | Marguerite Hardy, née Voisin                      | F    | 14 mars 1907       | 17 octobre 2017    | 110 ans, 217 jours         | Mayenne                                       | Orne                                 |
| 348                | Gabrielle Berton, née Jenesta                     | F    | 31 décembre 1912   | 4 aout 2023        | 110 ans, 216 jours         | Seine                                         | Val-de-Marne                         |
| 349                | Jeanne Hue, née Guénin                            | F    | 2 octobre 1895     | 5 mai 2006         | 110 ans, 215 jours         | Tunisie (alors protectorat français)          | Isère                                |
| 350                | Bernard Delhom                                    | H    | 9 juillet 1885     | 7 février 1996     | 110 ans, 213 jours         | Basses-Pyrénées                               | Paris                                |
| 351                | Maria Laborie, née Lacaze                         | F    | 26 avril 1887      | 22 novembre 1997   | 110 ans, 210 jours         | Lot                                           | Lot                                  |
| 351                | Hyppolite Cadou                                   | H    | 16 août 1909       | 13 mars 2020       | 110 ans, 210 jours         | Martinique                                    | Martinique                           |
| 351                | Anne-Marie Lucas, née Forré                       | F    | 21 octobre 1912    | 19 mai 2023        | 110 ans, 210 jours         | Deux-Sèvres                                   | Deux-Sèvres                          |
| 354                | Francine Guillon (Sœur Saint-Clair)               | F    | 4 novembre 1910    | 1er juin 2021      | 110 ans, 209 jours         | Rhône                                         | Essonne                              |
| 354                | Germaine Monnier, née Bernard                     | F    | 8 mars 1913        | 3 octobre 2023     | 110 ans, 209 jours         | Doubs                                         | Doubs                                |
| 356                | Ferdinise Nébolle                                 | F    | 17 mai 1855        | 10 décembre 1965   | 110 ans, 207 jours         | Martinique                                    | Martinique                           |
| 356                | Marie Clavié, née Rodriguez                       | F    | 23 juillet 1897    | 15 février 2008    | 110 ans, 207 jours         | Argentine                                     | Haute-Garonne                        |
| 356                | Bernadette Cayé, née Bertho                       | F    | 28 février 1911    | 23 septembre 2021  | 110 ans, 207 jours         | Loire-Inférieure                              | Loire-Atlantique                     |
| 359                | José Van Zandijcke                                | H    | 5 juin 1912        | 28 décembre 2022   | 110 ans, 206 jours         | Belgique                                      | Bouches-du-Rhône                     |
| 360                | Victorine Burghard, née Ernst                     | F    | 28 juin 1914       | 19 janvier 2025    | 110 ans, 205 jours         | Allemagne (actuel Bas-Rhin)                   | Haut-Rhin                            |
| 361                | Modesta Vivas                                     | F    | 24 mai 1914        | 14 décembre 2024   | 110 ans, 204 jours         | Argentine                                     | Alpes-Maritimes                      |
| 362                | Aimé Avignon                                      | H    | 2 février 1897     | 23 août 2007       | 110 ans, 202 jours         | Lozère                                        | Gard                                 |
| 362                | Raymonde Hautier, née May                         | F    | 12 novembre 1910   | 2 juin 2021        | 110 ans, 202 jours         | Bouches-du-Rhône                              | Hauts-de-Seine                       |
| 364                | Anna Lacour, née Andraud                          | F    | 5 juillet 1900     | 18 janvier 2011    | 110 ans, 197 jours         | Dordogne                                      | Dordogne                             |
| 365                | Anna Léglise, née Teckiato                        | F    | 1er septembre 1910 | 9 mars 2021        | 110 ans, 189 jours         | Suisse                                        | Maine-et-Loire                       |
| 365                | Suzanne Olivier-Lassalle                          | F    | 3 décembre 1911    | 10 juin 2022       | 110 ans, 189 jours         | Alpes-Maritimes                               | Alpes-Maritimes                      |
| 367                | Juliette Baudouin, née Méra                       | F    | 19 février 1883    | 24 août 1993       | 110 ans, 186 jours         | Marne                                         | Côtes-d'Armor                        |
| 368                | Jeanne David, née Janin                           | F    | 25 février 1910    | 28 août 2020       | 110 ans, 185 jours         | Ain                                           | Loire-Atlantique                     |
| 368                | Laurence Cochet, née Ducroux                      | F    | 16 mai 1910        | 17 novembre 2020   | 110 ans, 185 jours         | Isère                                         | Isère                                |
| 370                | Caroline Dott, née Arbogast                       | F    | 5 février 1900     | 8 août 2010        | 110 ans, 184 jours         | Allemagne (actuel Bas-Rhin)                   | Bas-Rhin                             |
| 371                | Philomène Fibleuil, née Étienne                   | F    | 10 décembre 1912   | 11 juin 2023       | 110 ans, 183 jours         | Martinique                                    | Martinique                           |
| 372                | Marcelle Josserand                                | F    | 9 juillet 1906     | 6 janvier 2017     | 110 ans, 181 jours         | Côte-d'Or                                     | Côte-d'Or                            |
| 372                | Hélène Fournier, née Devillat                     | F    | 11 octobre 1913    | 9 avril 2024       | 110 ans, 181 jours         | Aude                                          | Var                                  |
| 374                | Germaine Fuzeau, née Lognon                       | F    | 16 février 1914    | 14 août 2024       | 110 ans, 180 jours         | Vienne                                        | Vienne                               |
| 375                | Charlotte Benoit, née Guérin                      | F    | 3 septembre 1914   | 1er mars 2025      | 110 ans, 179 jours         | Meuse                                         | Meuse                                |
| 376                | Rosa Jumel, née Largier                           | F    | 18 mai 1912        | 12 novembre 2022   | 110 ans, 178 jours         | Loire                                         | Yonne                                |
| 377                | Hélène Cazes, née Grimaldi                        | F    | 29 septembre 1899  | 25 mars 2010       | 110 ans, 177 jours         | Seine                                         | Charente-Maritime                    |
| 377                | Francine Boulot, née Baudot                       | F    | 24 mai 1906        | 17 novembre 2016   | 110 ans, 177 jours         | Haute-Marne                                   | Côte-d'Or                            |
| 379                | Jeanne Auger                                      | F    | 14 août 1908       | 4 février 2019     | 110 ans, 174 jours         | Cher                                          | Hauts-de-Seine                       |
| 380                | Roger Gouzy                                       | H    | 23 juillet 1905    | 13 janvier 2016    | 110 ans, 173 jours         | Aude                                          | Aude                                 |
| 380                | Reine Salmon                                      | F    | 16 juillet 1913    | 5 janvier 2024     | 110 ans, 173 jours         | Aube                                          | Cher                                 |
| 382                | Denise Fétrot, née Flucher                        | F    | 27 janvier 1898    | 15 juillet 2008    | 110 ans, 170 jours         | Aisne                                         | Ardennes                             |
| 382                | Marcelle Colisson                                 | F    | 1er juin 1905      | 18 novembre 2015   | 110 ans, 170 jours         | Doubs                                         | Charente-Maritime                    |
| 384                | Rose Campos, née Ruis                             | F    | 9 mai 1908         | 25 octobre 2018    | 110 ans, 169 jours         | Département d’Alger (actuelle Algérie)        | Rhône                                |
| 385                | Rosina Carli, née Nunziatini                      | F    | 23 avril 1901      | 8 octobre 2011     | 110 ans, 168 jours         | Italie                                        | Meurthe-et-Moselle                   |
| 386                | Amélie Courbière, née Bauer                       | F    | 22 mars 1913       | 3 septembre 2023   | 110 ans, 165 jours         | Allemagne (actuel Bas-Rhin)                   | Essonne                              |
| 387                | Marthe Denis, née Lermusieau                      | F    | 7 décembre 1888    | 20 mai 1999        | 110 ans, 164 jours         | Nord                                          | Nord                                 |
| 388                | Louise dite "Charlotte" Bilon, née Picrodé        | F    | 5 août 1896        | 25 janvier 2007    | 110 ans, 163 jours         | Martinique                                    | Martinique                           |
| 389                | Marie-Émilie Lebouc                               | F    | 25 août 1910       | 3 février 2021     | 110 ans, 162 jours         | Calvados                                      | Corse-du-Sud                         |
| 390                | Léonise Sinzélé, née Nijean                       | F    | 15 mars 1915       | Vivante            | 110 ans, 158 jours         | Martinique                                    | Martinique                           |
| 391                | Mélanie Dormois, née Bernard                      | F    | 8 juillet 1887     | 13 décembre 1997   | 110 ans, 158 jours         | Isère                                         | Isère                                |
| 392                | Simonne Delarouzée, née Rousselet                 | F    | 11 mars 1912       | 12 août 2022       | 110 ans, 154 jours         | Seine                                         | Somme                                |
| 393                | Yvonne Benoit                                     | F    | 8 septembre 1913   | 8 février 2024     | 110 ans, 153 jours         | Seine                                         | Var                                  |
| 394                | Marie-Jeanne Rouch, née Portet                    | F    | 29 mai 1897        | 27 octobre 2007    | 110 ans, 151 jours         | Ariège                                        | Ariège                               |
| 394                | Caroline Fois, née Martinelli                     | F    | 3 octobre 1903     | 3 mars 2014        | 110 ans, 151 jours         | Italie                                        | Essonne                              |
| 396                | Andrée Besnier, née Poucet                        | F    | 17 août 1906       | 14 janvier 2017    | 110 ans, 150 jours         | Aisne                                         | Ardennes                             |
| 397                | Madeleine Chaveroux, née Delpuech                 | F    | 14 novembre 1896   | 12 avril 2007      | 110 ans, 149 jours         | Cantal                                        | Cantal                               |
| 397                | Jeanne Féry, née Buisson                          | F    | 1er mai 1914       | 27 septembre 2024  | 110 ans, 149 jours         | Loire-Inférieure                              | Gironde                              |
| 399                | Suzanne Bost, née Gunet                           | F    | 3 août 1902        | 28 décembre 2012   | 110 ans, 147 jours         | Seine                                         | Dordogne                             |
| 400                | Juliette Merceron                                 | F    | 23 avril 1888      | 16 septembre 1998  | 110 ans, 146 jours         | Deux-Sèvres                                   | Deux-Sèvres                          |
| 400                | Louise Leroux, née Bontemps                       | F    | 13 juin 1897       | 6 novembre 2007    | 110 ans, 146 jours         | Seine-et-Oise                                 | Oise                                 |
| 400                | Yvonne Tchavdaroff, née Forgues                   | F    | 28 octobre 1913    | 22 mars 2024       | 110 ans, 146 jours         | Tarn-et-Garonne                               | Haute-Garonne                        |
| 403                | Marie Mougin                                      | F    | 25 juin 1877       | 17 novembre 1987   | 110 ans, 145 jours         | Haute-Saône                                   | Paris                                |
| 403                | Émilie Leblay, née Boucard                        | F    | 3 juillet 1907     | 25 novembre 2017   | 110 ans, 145 jours         | Ille-et-Vilaine                               | Ille-et-Vilaine                      |
| 405                | Marie-Claudine Fourrier, née Clément              | F    | 10 septembre 1910  | 1er février 2021   | 110 ans, 144 jours         | Saône-et-Loire                                | Saône-et-Loire                       |
| 406                | Marie Chevrel, née Poupier                        | F    | 21 janvier 1909    | 12 juin 2019       | 110 ans, 142 jours         | Ille-et-Vilaine                               | Ille-et-Vilaine                      |
| 407                | Christiane Lugardon, née Dussans                  | F    | 1er avril 1915     | Vivante            | 110 ans, 141 jours         | Landes                                        | Landes                               |
| 408                | Maria Massonneau, née Duclerc                     | F    | 31 juillet 1909    | 16 décembre 2019   | 110 ans, 138 jours         | Gers                                          | Finistère                            |
| 409                | Élisa Esnault, épouse Rogard                      | F    | 10 décembre 1870   | 25 avril 1981      | 110 ans, 136 jours         | Loire-Inférieure                              | Loire-Atlantique                     |
| 410                | Yvonne Casta, née Manceau                         | F    | 8 août 1906        | 19 décembre 2016   | 110 ans, 133 jours         | Alpes-Maritimes                               | Saône-et-Loire                       |
| 411                | Alexandrine Renaud, née Maubert                   | F    | 8 septembre 1887   | 18 janvier 1998    | 110 ans, 132 jours         | Seine-Inférieure                              | Somme                                |
| 412                | Jean Teillet                                      | H    | 6 novembre 1866    | 17 mars 1977       | 110 ans, 131 jours         | Vendée                                        | Hauts-de-Seine                       |
| 412                | Marie Ismène Baffard, née Jean-Charles            | F    | 24 octobre 1898    | 4 mars 2009        | 110 ans, 131 jours         | Guadeloupe                                    | Guadeloupe                           |
| 412                | Michel Chevallier                                 | H    | 3 juillet 1908     | 11 novembre 2018   | 110 ans, 131 jours         | Loiret                                        | Yvelines                             |
| 415                | Julia Amant, née Valentin                         | F    | 22 juin 1911       | 30 octobre 2021    | 110 ans, 130 jours         | Haute-Loire                                   | Haute-Loire                          |
| 415                | Thérèse Dély, née Klam                            | F    | 10 août 1914       | 18 décembre 2024   | 110 ans, 130 jours         | Corrèze                                       | Paris                                |
| 417                | Adélaïde dite "Line" Marmajou                     | F    | 20 décembre 1901   | 25 avril 2012      | 110 ans, 127 jours         | Seine                                         | Hauts-de-Seine                       |
| 418                | Marie-Rose Dressay, née Carone                    | F    | 1er août 1911      | 5 décembre 2021    | 110 ans, 126 jours         | Morbihan                                      | Morbihan                             |
| 419                | Anna Lepetit, née Douesnard                       | F    | 2 octobre 1914     | 3 février 2025     | 110 ans, 124 jours         | Manche                                        | Manche                               |
| 420                | Suzanne Massoutié, née Ginestet                   | F    | 16 décembre 1911   | 17 avril 2022      | 110 ans, 122 jours         | Tarn                                          | Tarn                                 |
| 420                | Marthe Bouënnec                                   | F    | 4 avril 1906       | 4 août 2016        | 110 ans, 122 jours         | Finistère                                     | Finistère                            |
| 422                | Geneviève Marly, née Noury                        | F    | 5 mai 1905         | 2 septembre 2015   | 110 ans, 120 jours         | Seine                                         | Essonne                              |
| 423                | Suzanne Rivière, née Micheau                      | F    | 24 avril 1915      | Vivante            | 110 ans, 118 jours         | Charente-Maritime                             | Charente-Maritime                    |
| 424                | Émilienne Waquet, née Widiez                      | F    | 31 juillet 1906    | 26 novembre 2016   | 110 ans, 118 jours         | Nord                                          | Nord                                 |
| 424                | Marthe Hallak                                     | F    | 20 juillet 1913    | 15 novembre 2023   | 110 ans, 118 jours         | Empire ottoman (actuelle Syrie)               | Val-de-Marne                         |
| 426                | Marie-Élisabeth Bougues, née Béranger-Naboulet    | F    | 23 juin 1911       | 18 octobre 2021    | 110 ans, 117 jours         | Dordogne                                      | Gironde                              |
| 427                | Bernadette dite "Noémie" Baudet, née Solle        | F    | 8 mai 1906         | 31 août 2016       | 110 ans, 115 jours         | Haute-Garonne                                 | Haute-Garonne                        |
| 428                | Madeleine Dailland                                | F    | 8 juillet 1906     | 30 octobre 2016    | 110 ans, 114 jours         | Sarthe                                        | Sarthe                               |
| 429                | Anna Boulet, née Robinet                          | F    | 28 juin 1889       | 19 octobre 1999    | 110 ans, 113 jours         | Seine                                         | Essonne                              |
| 429                | Yvonne Filstroff, née Proust                      | F    | 21 septembre 1904  | 12 janvier 2015    | 110 ans, 113 jours         | Aube                                          | Deux-Sèvres                          |
| 431                | Yvonne Degenne, née Lespagnol                     | F    | 27 juillet 1910    | 15 novembre 2020   | 110 ans, 111 jours         | Vienne                                        | Indre-et-Loire                       |
| 432                | Berthe Mourey, née Boiteux                        | F    | 21 novembre 1902   | 10 mars 2013       | 110 ans, 109 jours         | Côte-d'Or                                     | Côte-d'Or                            |
| 433                | Marthe Bellecour-Foinon                           | F    | 18 avril 1883      | 4 août 1993        | 110 ans, 108 jours         | Seine                                         | Hauts-de-Seine                       |
| 434                | Pierre Pineau                                     | H    | 23 février 1913    | 7 juin 2023        | 110 ans, 104 jours         | Maine-et-Loire                                | Maine-et-Loire                       |
| 435                | Anasthasie Léone Béziat, née Méri-Nicolo          | F    | 2 mai 1911         | 13 août 2021       | 110 ans, 103 jours         | Guadeloupe                                    | Guadeloupe                           |
| 436                | Élisabeth dite "Juliette" Vuillemot, née Duhau    | F    | 23 septembre 1895  | 3 janvier 2006     | 110 ans, 102 jours         | Gironde                                       | Gironde                              |
| 437                | Louis de Cazenave                                 | H    | 16 octobre 1897    | 20 janvier 2008    | 110 ans, 96 jours          | Haute-Loire                                   | Haute-Loire                          |
| 437                | Lazare Ponticelli                                 | H    | 7 décembre 1897    | 12 mars 2008       | 110 ans, 96 jours          | Italie                                        | Val-de-Marne                         |
| 437                | Germaine Donnet                                   | F    | 24 novembre 1907   | 28 février 2018    | 110 ans, 96 jours          | Seine-Inférieure                              | Sarthe                               |
| 440                | Elisa Papé, née Vercellino                        | F    | 11 septembre 1903  | 15 décembre 2013   | 110 ans, 95 jours          | Italie                                        | Bouches-du-Rhône                     |
| 441                | Micheline Petit, née Van Aerde                    | F    | 16 août 1912       | 17 novembre 2022   | 110 ans, 93 jours          | Nord                                          | Nord                                 |
| 442                | Marcelle Gourdinet, née Adolphe                   | F    | 15 novembre 1905   | 13 février 2016    | 110 ans, 90 jours          | Oise                                          | Isère                                |
| 443                | Philippe Vocanson                                 | H    | 20 octobre 1904    | 17 janvier 2015    | 110 ans, 89 jours          | Haute-Loire                                   | Loire                                |
| 443                | Véra Labinsky, née Stroïnikoff                    | F    | 17 août 1896       | 14 novembre 2006   | 110 ans, 89 jours          | Autriche-Hongrie (actuelle Ukraine)           | Essonne                              |
| 445                | Elisa Soms, née Cubells Guinau                    | F    | 20 août 1885       | 16 novembre 1995   | 110 ans, 88 jours          | Espagne                                       | Essonne                              |
| 446                | Simone Fabre, née Grosbéty                        | F    | 23 juillet 1911    | 18 octobre 2021    | 110 ans, 87 jours          | Var                                           | Var                                  |
| 446                | Léontine Escande, née Plo                         | F    | 8 décembre 1911    | 5 mars 2022        | 110 ans, 87 jours          | Tarn                                          | Tarn                                 |
| 448                | Annette Faron, née Montmory                       | F    | 15 février 1869    | 12 mai 1979        | 110 ans, 86 jours          | Puy-de-Dôme                                   | Puy-de-Dôme                          |
| 449                | Marie Dacier, née Blondeau                        | F    | 20 septembre 1906  | 14 décembre 2016   | 110 ans, 85 jours          | Loiret                                        | Loiret                               |
| 450                | Madeleine Iba-Zizen, née Boué                     | F    | 13 février 1903    | 7 mai 2013         | 110 ans, 83 jours          | Indre                                         | Paris                                |
| 451                | Henriette Veillon, née Rousseau                   | F    | 6 décembre 1910    | 26 février 2021    | 110 ans, 82 jours          | Charente                                      | Gironde                              |
| 452                | Gisèle Perlot, née Martin                         | F    | 1er décembre 1908  | 18 février 2019    | 110 ans, 79 jours          | Var                                           | Var                                  |
| 453                | Alice Delbende, née Féburier                      | F    | 18 mai 1905        | 4 août 2015        | 110 ans, 78 jours          | Nord                                          | Nord                                 |
| 454                | Marie Ben Cimon, née Vigne                        | F    | 23 septembre 1894  | 7 décembre 2004    | 110 ans, 75 jours          | Ardèche                                       | Rhône                                |
| 455                | Angèle Nitharum                                   | F    | 8 octobre 1896     | 21 décembre 2006   | 110 ans, 74 jours          | Martinique                                    | Martinique                           |
| 455                | Madeleine Frangeul, née Loquet                    | F    | 9 juin 1907        | 22 août 2017       | 110 ans, 74 jours          | Loire-Atlantique                              | Loire-Atlantique                     |
| 457                | Ferdeline Vergelas-Tamarin                        | F    | 1er juin 1903      | 13 août 2013       | 110 ans, 73 jours          | Guadeloupe                                    | Guadeloupe                           |
| 457                | Fanny Jean, née Criachi                           | F    | 12 février 1905    | 26 avril 2015      | 110 ans, 73 jours          | Italie                                        | Var                                  |
| 459                | Marie-Thérèse Girardeau, née Vaillant             | F    | 15 avril 1904      | 24 juin 2014       | 110 ans, 70 jours          | Maine-et-Loire                                | Maine-et-Loire                       |
| 460                | Adèle Démonière                                   | F    | 28 juin 1910       | 5 septembre 2020   | 110 ans, 69 jours          | Martinique                                    | Guadeloupe                           |
| 460                | Maurice Butty                                     | H    | 21 octobre 1912    | 29 décembre 2022   | 110 ans, 69 jours          | Suisse                                        | Jura                                 |
| 462                | Yvonne Bouton, née Schmidt                        | F    | 24 juin 1907       | 31 août 2017       | 110 ans, 68 jours          | Doubs                                         | Jura                                 |
| 463                | Joséphine Fouesnel, née Vallez                    | F    | 9 octobre 1900     | 15 décembre 2010   | 110 ans, 67 jours          | Nord                                          | Nord                                 |
| 464                | Marie Grosclaude                                  | F    | 15 octobre 1897    | 20 décembre 2007   | 110 ans, 66 jours          | Jura                                          | Côte-d'Or                            |
| 465                | Simonne Segoin (Sœur Marie de l'Incarnation)      | F    | 24 mars 1907       | 28 mai 2017        | 110 ans, 65 jours          | Aisne                                         | Seine-et-Marne                       |
| 466                | Geneviève Le Tourneau, née Barbe                  | F    | 25 septembre 1908  | 28 novembre 2018   | 110 ans, 64 jours          | Seine                                         | Paris                                |
| 467                | Suzanne Guillot, née Lasne                        | F    | 23 mai 1912        | 25 juillet 2022    | 110 ans, 63 jours          | Landes                                        | Landes                               |
| 467                | Antoinette Flageul, née Vergne                    | F    | 14 septembre 1912  | 16 novembre 2022   | 110 ans, 63 jours          | Eure                                          | Loir-et-Cher                         |
| 469                | Jeanne Augier, née Vassant                        | F    | 8 janvier 1910     | 10 mars 2020       | 110 ans, 62 jours          | Bouches-du-Rhône                              | Bouches-du-Rhône                     |
| 470                | Geneviève Connessons                              | F    | 18 août 1914       | 18 octobre 2024    | 110 ans, 61 jours          | Aisne                                         | Yonne                                |
| 471                | Joséphine-Jeanne Faure-Geors                      | F    | 30 janvier 1899    | 1er avril 2009     | 110 ans, 61 jours          | Hautes-Alpes                                  | Hautes-Alpes                         |
| 472                | Raoul du Plessis de Grenédan                      | H    | 25 avril 1915      | 24 juin 2025       | 110 ans, 60 jours          | Morbihan                                      | Morbihan                             |
| 473                | Marie-Madeleine Hellio, née Brochier              | F    | 7 novembre 1898    | 5 janvier 2009     | 110 ans, 59 jours          | Drôme                                         | Drôme                                |
| 473                | Jacqueline Lartisien, née Thiellement             | F    | 10 mars 1912       | 8 mai 2022         | 110 ans, 59 jours          | Seine                                         | Paris                                |
| 475                | Marthe Teyssier, née Chomette                     | F    | 13 février 1904    | 11 avril 2014      | 110 ans, 57 jours          | Rhône                                         | Loire                                |
| 475                | Jeanne Martin, née Bisson                         | F    | 13 septembre 1904  | 9 novembre 2014    | 110 ans, 57 jours          | Calvados                                      | Calvados                             |
| 475                | Anna Quenet, née Guillo                           | F    | 6 novembre 1911    | 2 janvier 2022     | 110 ans, 57 jours          | Morbihan                                      | Morbihan                             |
| 478                | Augusta Pellet, née Barthélémy                    | F    | 3 juillet 1913     | 26 août 2023       | 110 ans, 54 jours          | Hautes-Alpes                                  | Isère                                |
| 478                | Jeanne Motsch, née Petitdemange                   | F    | 20 octobre 1913    | 13 décembre 2023   | 110 ans, 54 jours          | Vosges                                        | Vosges                               |
| 480                | Marie-Louise Antelme, née Clément                 | F    | 28 décembre 1881   | 19 février 1992    | 110 ans, 53 jours          | Var                                           | Var                                  |
| 481                | Paulette Gippini, née Gosset                      | F    | 16 aout 1913       | 6 octobre 2023     | 110 ans, 51 jours          | Meuse                                         | Meuse                                |
| 481                | Émilienne Bain, née Jallais                       | F    | 2 mars 1902        | 22 avril 2012      | 110 ans, 51 jours          | Vienne                                        | Vienne                               |
| 481                | Véronique Louis-Sidney, née Bernadine             | F    | 23 juin 1900       | 13 août 2010       | 110 ans, 51 jours          | Martinique                                    | Martinique                           |
| 484                | Odette Ottavy, née Poussade                       | F    | 13 mai 1904        | 1er juillet 2014   | 110 ans, 49 jours          | Landes                                        | Haute-Garonne                        |
| 485                | Marie Châtelier, née Chaussé                      | F    | 23 mars 1901       | 9 mai 2011         | 110 ans, 47 jours          | Loire-Inférieure                              | Loire-Atlantique                     |
| 485                | Noëlle Parron, née Perrin                         | F    | 8 décembre 1912    | 24 janvier 2023    | 110 ans, 47 jours          | Loire                                         | Haute-Loire                          |
| 487                | Marie-Louise Rénier, née Aupetit                  | F    | 21 novembre 1898   | 5 janvier 2009     | 110 ans, 45 jours          | Creuse                                        | Cher                                 |
| 487                | Louise Flandrin                                   | F    | 22 janvier 1913    | 8 mars 2023        | 110 ans, 45 jours          | Orne                                          | Alpes-Maritimes                      |
| 489                | Anne-Marie Lissilour, née Palazzi                 | F    | 1er août 1900      | 14 septembre 2010  | 110 ans, 44 jours          | Corse                                         | Corse-du-Sud                         |
| 490                | Marie-Thérèse Cau, née Azam                       | F    | 9 janvier 1884     | 21 février 1994    | 110 ans, 43 jours          | Aude                                          | Landes                               |
| 490                | Anna Grelounaud, née Chazelle                     | F    | 28 février 1909    | 12 avril 2019      | 110 ans, 43 jours          | Dordogne                                      | Haute-Vienne                         |
| 490                | Geneviève Cheminade, née Hurdebrourcq             | F    | 26 décembre 1911   | 7 février 2022     | 110 ans, 43 jours          | Dordogne                                      | Dordogne                             |
| 493                | Nounia Hutin, née Melik-Minassiantz               | F    | 12 juillet 1884    | 23 août 1994       | 110 ans, 42 jours          | Seine                                         | Paris                                |
| 494                | Emma Grivalliers, née Chevalier                   | F    | 9 juillet 1915     | Vivante            | 110 ans, 42 jours          | Martinique                                    | Martinique                           |
| 495                | Fernande Revel                                    | F    | 2 septembre 1898   | 12 octobre 2008    | 110 ans, 40 jours          | Orne                                          | Sarthe                               |
| 495                | Marcelle Fatou, née Moisson                       | F    | 27 mars 1904       | 6 mai 2014         | 110 ans, 40 jours          | Eure-et-Loir                                  | Eure-et-Loir                         |
| 497                | Madeleine Dumas, née Robier                       | F    | 11 juillet 1915    | Vivante            | 110 ans, 40 jours          | Loire                                         | Loire                                |
| 498                | Grâcieuse Malharin (Sœur Marie-Bernadette)        | F    | 5 janvier 1907     | 13 février 2017    | 110 ans, 39 jours          | Basses-Pyrénées                               | Landes                               |
| 499                | Marie Amélie Louradour                            | F    | 23 décembre 1898   | 29 janvier 2009    | 110 ans, 37 jours          | Lot                                           | Loiret                               |
| 500                | Louise dite "Germaine" Mathieu, née du Roizel     | F    | 10 octobre 1914    | 15 novembre 2024   | 110 ans, 36 jours          | Vendée                                        | Somme                                |
| 501                | Marie Bouvier                                     | F    | 26 novembre 1883   | 30 décembre 1993   | 110 ans, 34 jours          | Loire-Inférieure                              | Loire-Atlantique                     |
| 501                | Jeanne Hardouin, née Hermitte                     | F    | 23 janvier 1902    | 26 février 2012    | 110 ans, 34 jours          | Seine                                         | Paris                                |
| 503                | Marthe Schmid, née Ardouin                        | F    | 12 juillet 1893    | 13 août 2003       | 110 ans, 32 jours          | Seine                                         | Yvelines                             |
| 503                | Reine Goix, née Houry                             | F    | 27 février 1904    | 31 mars 2014       | 110 ans, 32 jours          | Seine-et-Marne                                | Seine-et-Marne                       |
| 503                | Marie Guers, née Motto-Boschis                    | F    | 30 août 1914       | 1er octobre 2024   | 110 ans, 32 jours          | Savoie                                        | Isère                                |
| 506                | Marie Jeannet, née Boissière                      | F    | 14 octobre 1909    | 13 novembre 2019   | 110 ans, 30 jours          | Corrèze                                       | Essonne                              |
| 507                | Sophie Dernoncourt                                | F    | 9 mai 1884         | 7 juin 1994        | 110 ans, {{nobr\|29 jours} | Nord                                          | Nord                                 |
| 507                | Jeanne Samson, née Saulais                        | F    | 5 novembre 1890    | 4 décembre 2000    | 110 ans, {{nobr\|29 jours} | Maine-et-Loire                                | Gard                                 |
| 509                | Blanche Deltorchio, née Moreau                    | F    | 24 octobre 1892    | 21 novembre 2002   | 110 ans, 28 jours          | Doubs                                         | Gard                                 |
| 509                | Albertine Larroque, née Allier                    | F    | 28 août 1906       | 25 septembre 2016  | 110 ans, 28 jours          | Tarn                                          | Tarn                                 |
| 511                | Adeline Soboul                                    | F    | 8 février 1890     | 6 mars 2000        | 110 ans, 27 jours          | Ardèche                                       | Ardèche                              |
| 512                | Alexandrine Bourrée, née Fermin                   | F    | 5 juin 1904        | 1er juillet 2014   | 110 ans, 26 jours          | Manche                                        | Manche                               |
| 512                | Marianne Faivre, née Vincent                      | F    | 21 septembre 1904  | 17 octobre 2014    | 110 ans, 26 jours          | Allemagne (actuelle Moselle)                  | Marne                                |
| 514                | Emile Arsène                                      | H    | 18 mai 1911        | 12 juin 2021       | 110 ans, 25 jours          | Guadeloupe                                    | Guadeloupe                           |
| 515                | Marie Lichet, née Vessot                          | F    | 25 novembre 1906   | 19 décembre 2016   | 110 ans, 24 jours          | Saône-et-Loire                                | Saône-et-Loire                       |
| 515                | Sarah Symphor, née Jeanvillier                    | F    | 26 août 1914       | 19 septembre 2024  | 110 ans, 24 jours          | Martinique                                    | Martinique                           |
| 515                | Louise Oudin, née Vermeulen                       | F    | 17 janvier 1915    | 10 février 2025    | 110 ans, 24 jours          | Nord                                          | Haute-Saône                          |
| 518                | Geneviève Huet, née Brie                          | F    | 29 janvier 1902    | 21 février 2012    | 110 ans, 23 jours          | Seine                                         | Var                                  |
| 519                | Georges Massard                                   | H    | 2 novembre 1906    | 24 novembre 2016   | 110 ans, 22 jours          | Seine                                         | Calvados                             |
| 520                | Julie Atalie, née Moysan                          | F    | 29 mai 1897        | 19 juin 2007       | 110 ans, 21 jours          | Guadeloupe                                    | Guadeloupe                           |
| 521                | Gabrielle Sous, née Cazenave                      | F    | 26 juin 1909       | 16 juillet 2019    | 110 ans, 20 jours          | Landes                                        | Landes                               |
| 522                | René Aubert                                       | H    | 28 octobre 1910    | 15 novembre 2020   | 110 ans, 18 jours          | Doubs                                         | Doubs                                |
| 523                | Eugénie Grandvaux, née Dupouy                     | F    | 19 octobre 1906    | 4 novembre 2016    | 110 ans, 16 jours          | Jura                                          | Jura                                 |
| 523                | Juliette Mervellet, née Hauser                    | F    | 12 mars 1908       | 28 mars 2018       | 110 ans, 16 jours          | Allemagne (actuel Bas-Rhin)                   | Haut-Rhin                            |
| 523                | Fernande Bracquart, née Chirol                    | F    | 12 mars 1909       | 28 mars 2019       | 110 ans, 16 jours          | Pas-de-Calais                                 | Somme                                |
| 523                | Angèle Milan, née Cadas                           | F    | 11 octobre 1913    | 27 octobre 2023    | 110 ans, 16 jours          | Aude                                          | Aude                                 |
| 527                | Marthe Jacquet, née Tournardre                    | F    | 16 septembre 1912  | 1er octobre 2022   | 110 ans, 15 jours          | Cantal                                        | Loiret                               |
| 528                | Anna Sarraillé, née Mouliès                       | F    | 2 décembre 1910    | 16 décembre 2020   | 110 ans, 14 jours          | Basses-Pyrénées                               | Pyrénées-Atlantiques                 |
| 529                | Marie dite "Laetitia" Fastayre, née Jalran        | F    | 17 mai 1888        | 30 mai 1998        | 110 ans, 13 jours          | Aveyron                                       | Aveyron                              |
| 529                | Jérômine Emmanuelli, née Galleti                  | F    | 27 novembre 1905   | 10 décembre 2015   | 110 ans, 13 jours          | Corse                                         | Haute-Corse                          |
| 529                | Vincente Constance Newton                         | F    | 10 septembre 1911  | 23 septembre 2021  | 110 ans, 13 jours          | Martinique                                    | Martinique                           |
| 532                | Jeanne Dubois, née Guilhem                        | F    | 7 août 1893        | 17 août 2003       | 110 ans, 10 jours          | Aude                                          | Pyrénées-Orientales                  |
| 533                | Angèle Legloire, née Filly                        | F    | 10 février 1910    | 19 février 2020    | 110 ans, 9 jours           | Ille-et-Vilaine                               | Ille-et-Vilaine                      |
| 534                | Raymonde Leduc, née Blondeau                      | F    | 6 avril 1914       | 13 avril 2024      | 110 ans, 7 jours           | Loire-Inférieure                              | Vendée                               |
| 535                | Yvonne Milliot, née Babaz                         | F    | 9 octobre 1910     | 14 octobre 2020    | 110 ans, 5 jours           | Paris                                         | Paris                                |
| 536                | Gabrielle Lefévre, née Couturier                  | F    | 27 février 1911    | 2 mars 2021        | 110 ans, 3 jours           | Loiret                                        | Hauts-de-Seine                       |
| 537                | Carmela Callede, née Urizzi                       | F    | 29 septembre 1903  | 1er octobre 2013   | 110 ans, 2 jours           | Italie                                        | Tarn-et-Garonne                      |
| 538                | Jeanne dite "Lucie" Rochet, née Bonnard           | F    | 29 novembre 1897   | 29 novembre 2007   | 110 ans, 0 jour            | Ain                                           | Ain                                  |

### Résidant à l'étranger
| Rang | Nom                               | Sexe | Date de naissance | Date de décès     | Âge au décès/actuel | Département / pays de naissance | Pays de décès ou de résidence |
| ---- | --------------------------------- | ---- | ----------------- | ----------------- | ------------------- | ------------------------------- | ----------------------------- |
| 1    | Yvonne de La Tour                 | F    | 22 février 1900   | 17 février 2012   | 111 ans, 360 jours  | ?                               | États-Unis                    |
| 2    | Andrée Fehr-de Boulay             | F    | 7 février 1882    | 19 mai 1993       | 111 ans, 101 jours  | Meurthe-et-Moselle              | Suisse                        |
| 3    | Maria Luisa dite "Renata" Tortech | F    | 9 mai 1914        | Vivante           | 111 ans, 103 jours  | Ariège                          | Italie                        |
| 4    | Marie-Rose Mueller                | F    | 20 septembre 1896 | 5 novembre 2007   | 111 ans, 46 jours   | Territoire de Belfort           | États-Unis                    |
| 5    | Berta Zeisler                     | F    | 2 février 1900    | 1er décembre 2010 | 110 ans, 302 jours  | Allemagne (actuelle Moselle)    | Allemagne                     |
| 6    | Marie-Noémie Malric               | F    | 22 décembre 1901  | 6 août 2012       | 110 ans, 228 jours  | Tarn                            | Liban                         |
| 7    | Desolina Fanti-Zirri              | F    | 31 mai 1907       | 18 septembre 2017 | 110 ans, 110 jours  | Aisne                           | Italie                        |
| 8    | Angela Hutor                      | F    | 12 août 1913      | 12 novembre 2023  | 110 ans, 92 jours   | Alpes-Maritimes                 | Royaume Uni                   |
| 9    | Jeanne Rose Meyer Zettel          | F    | 6 décembre 1896   | 12 janvier 2007   | 110 ans, 37 jours   | Allemagne (actuel Bas-Rhin)     | Italie                        |
| 10   | Henri Gandolfi                    | H    | 14 août 1906      | 23 août 2016      | 110 ans, 9 jours    | Corse                           | États-Unis                    |

### Affirmations non vérifiées ou contestées
L'âge de certaines personnes décédées en France comme supercentenaires n'est actuellement pas vérifiable (impossibilité d'obtenir une preuve de la date de naissance), de même donc que leur qualité de supercentenaire, même lorsqu'elles sont présentes dans le fichier des personnes décédées publié par l'Insee. On trouve notamment dans ce cas (liste non exhaustive) :
| Rang | Nom                                 | Sexe | Date de naissance revendiquée | Date de décès    | Âge au décès/actuel (déclaré) | Département/pays de naissance                 | Département de décès ou de résidence |
| ---- | ----------------------------------- | ---- | ----------------------------- | ---------------- | ----------------------------- | --------------------------------------------- | ------------------------------------ |
| 1    | Tava Colo,                          | F    | 22 décembre 1902              | 1er mai 2021     | 118 ans, 130 jours            | Mayotte                                       | Mayotte                              |
| 2    | Yamina Slimani, née Safi,           | F    | 9 septembre 1901              | 19 décembre 2016 | 115 ans, 101 jours            | Département de Constantine (actuelle Algérie) | Rhône                                |
| 3    | Lalia Bettahar                      | F    | 1911                          | 24 janvier 2025  | 114 ans                       | Algérie Française (actuelle Algérie)          | Haute-Garonne                        |
| 4    | Chane Koane, née Tsen-Tieng,        | F    | 30 janvier 1902               | 3 décembre 2014  | 112 ans, 307 jours            | Chine                                         | La Réunion                           |
| 5    | Fatma Zohra Madi, née Bent Mohammed | F    | 29 décembre 1911              | 18 janvier 2024  | 112 ans, 20 jours             | Territoires du Sud (actuelle Algérie)         | Seine-Saint-Denis                    |

## Pour approfondir